# Nuestra Señora de Guadalupe (México)
Nuestra Señora de Guadalupe, conocida comúnmente como la Virgen de Guadalupe, es una aparición mariana de la Iglesia católica de origen mexicano, cuya imagen tiene su principal centro de culto en la Basílica de Guadalupe, ubicada en las faldas del cerro del Tepeyac, en el norte de la Ciudad de México.
De acuerdo al relato guadalupano conocido como Nican mopohua (1556) que narra que tras la primera aparición, la Virgen ordenó a Juan Diego que se presentara ante el primer obispo de México, Juan de Zumárraga, para decirle que le erigieran un templo el cual recogió la tradición oral mexicana, y lo descrito por otros documentos históricos como el códice Escalada (1548), el Nican Motecpana (1590),  Nican Tlantica, el Huei Tlamahuizoltica (1649) y otros documentos, María, la madre de Jesús se apareció en cuatro ocasiones al indígena chichimeca Juan Diego Cuauhtlatoatzin en el cerro del Tepeyac, y en una ocasión a Juan Bernardino, tío de Juan Diego. El obispo Juan de Zumárraga pidió una prueba a Juan Diego, pues era escéptico a dicha aparición. En la última aparición de la Virgen y por orden suya, Juan Diego llevó en su ayate unas rosas de Castilla que cortó en el Tepeyac y se dirigió al palacio del obispado. Al desplegar su ayate ante Juan de Zumárraga, dejó al descubierto la imagen de la Virgen María, cuyos rasgos han sido interpretados como "mestizos" a pesar de ser de piel mucho más clara que su homónima española. El parecido entre esa figura y la bordada en el entonces por todos conocido Pendón de Hernán Cortés sería la causa de que se le denominara Virgen de Guadalupe.
Según el Nican Mopohua, texto hagiográfico publicado en el siglo XVII, las apariciones tuvieron lugar en 1531, ocurriendo la cuarta el 12 de diciembre de ese mismo año. La fuente más importante que las relata fue el mismo Juan Diego, que habría contado todo lo que había acontecido. Posteriormente esta tradición oral fue recogida en un escrito con sonido náhuatl pero con caracteres latinos; este escrito es llamado el Nican mopohua, y es atribuido al indígena Antonio Valeriano (1522-1605). Posteriormente, en 1648, es publicado el libro Imagen de la Virgen María Madre de Dios de Guadalupe por el presbítero Miguel Sánchez, contribuyendo a recopilar todo lo que se sabía en la época sobre la devoción guadalupana.
Según diversos investigadores, el culto guadalupano es una de las creencias más históricamente arraigadas en el actual México y parte de su identidad, y ha estado presente en el desarrollo como país desde el siglo XVI incluso en sus procesos sociales más importantes como la Independencia de México, la de Reforma, la Revolución mexicana y en la sociedad mexicana actual, en donde cuenta con millones de fieles, algunos de ellos profesantes como guadalupanos sin ser necesariamente parte del catolicismo. Las raíces devocionales primigenias de esta imagen estarían en la Virgen de Guadalupe de Extremadura, por la cual tenían devoción los conquistadores españoles.

## Historia

### Relato mariano

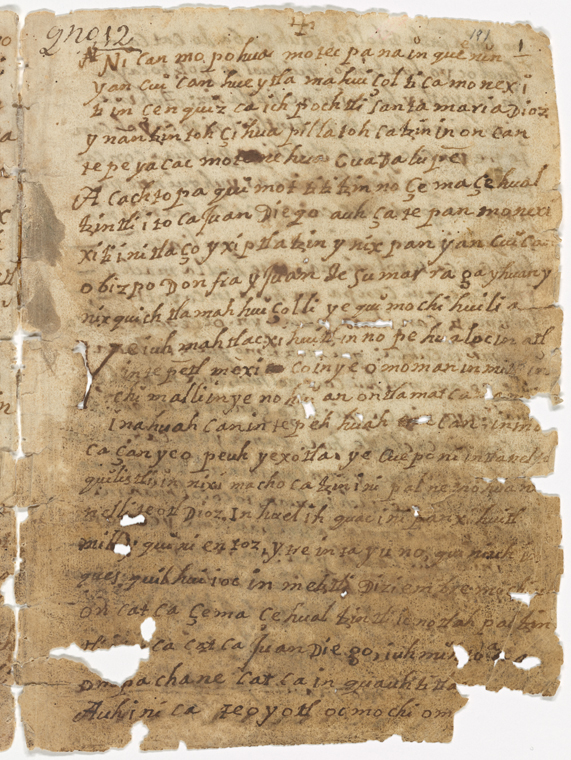
Nican Mopohua original

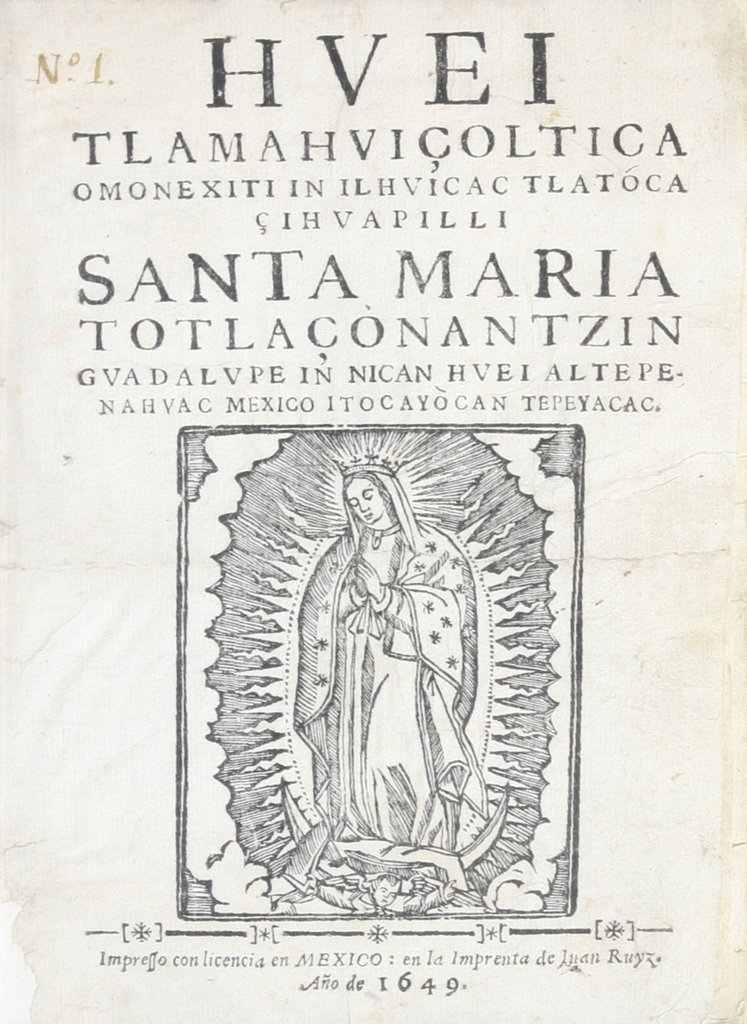
Huei Tlamahuizoltica

Según la tradición católica, el cuerpo de documentos históricos aceptados por la iglesia, y esencialmente la narración del Nican Mopohua, el llamado milagro guadalupano ocurrió de la siguiente manera:
El santo Juan Diego Cuauhtlatoatzin nació en 1474 en Cuautitlán, entonces reino de Texcoco, perteneciente a la etnia de los chichimecas. Su nombre era Cuauhtlatoatzin, que en su lengua materna significaba ‘águila que habla’, o ‘el que habla con un águila’.
Ya adulto y padre de familia, atraído por la doctrina de los padres franciscanos ―llegados a México en 1524―, habría recibido el bautismo y el nombre hispano de Juan Diego, y su esposa se llamó María Lucía. Se celebró también el matrimonio cristiano. Su esposa falleció en 1529.
El Nican Mopohua narra que el sábado, 9 de diciembre de 1531, mientras se dirigía a pie a Tlatelolco, en un lugar denominado Tepeyac, tuvo lugar la primera aparición de la Virgen María, que se le presentó como «la perfecta siempre virgen santa María, madre del Dios verdadero». La Virgen le encargó que en su nombre pidiese al obispo capitalino ―el franciscano Juan de Zumárraga― la construcción de una iglesia en el lugar de la aparición. Como el obispo no aceptó la idea, Juan Diego volvió a ver a la Virgen ese mismo día y ella le pidió que insistiese (segunda aparición).

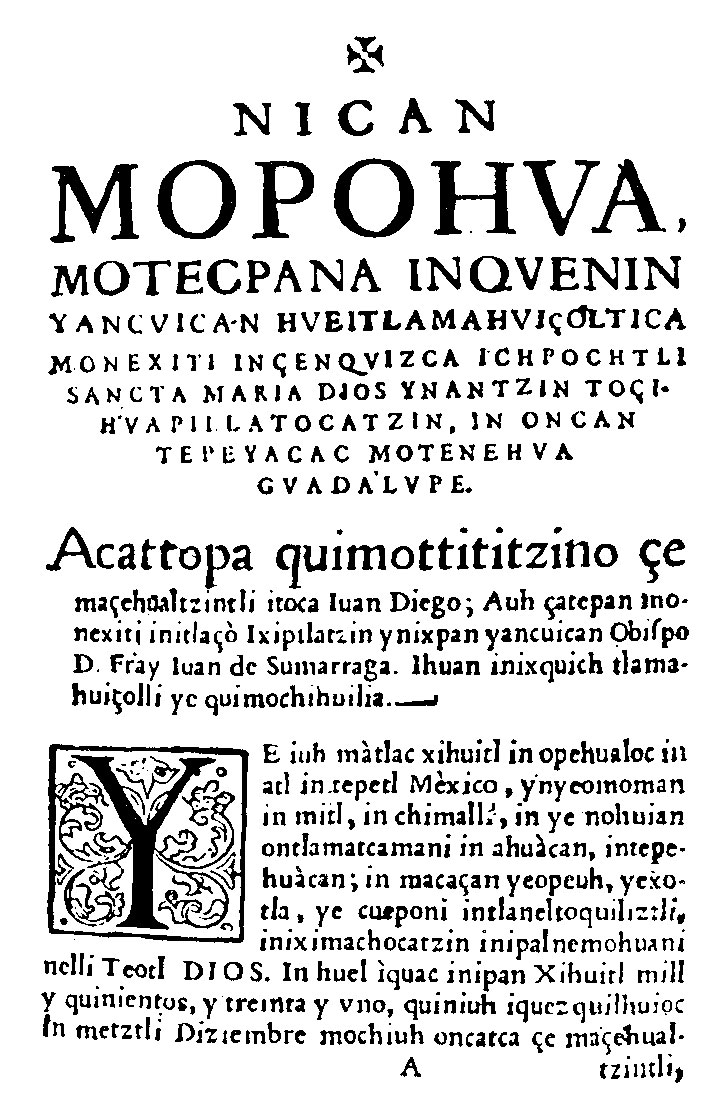
Nican Mopohua

Al día siguiente, domingo 10, Juan Diego volvió a encontrar al prelado, quien lo examinó en la doctrina cristiana y le pidió pruebas objetivas en confirmación del prodigio. Ese mismo día tuvo lugar la tercera aparición en la cual la Virgen María mandó entonces a Juan Diego que al día siguiente, lunes 11, fuera a verla para que le diera la señal que haría que le creyera.
El día lunes 11 Juan Diego no fue al Tepeyac porque halló a su tío Juan Bernardino enfermo. Su tío le pidió a Juan Diego que al día siguiente fuera a Tlaltelolco en busca de un confesor, pues estaba seguro de que iba a morir. Juan Diego obedeció y salió muy de mañana el día martes, 12 de diciembre de 1531, pero recordando que la Virgen lo tenía citado y temeroso de que lo entretuviera y no lo dejara ir en busca del confesor, quiso evitar su encuentro y así, en vez de seguir derecho su camino, subió por entre el Tepeyac y el cerro al que estaba unido pensando rodear el Tepeyac por la ladera que mira al oriente hasta llegar a donde ahora queda el frente de la Basílica y tomar ahí el camino de Tlaltelolco. En su camino la Virgen le salió al encuentro (cuarta aparición) y le explicó la situación de su tío. A esto respondió la Virgen María:
«Oye y ten entendido, hijo mío, el más pequeño, que es nada lo que te asusta y aflige; no se turbe tu corazón; no temas esa enfermedad ni otra alguna enfermedad y angustia. ¿No estoy yo aquí, que soy tu madre? ¿No estás bajo mi sombra? ¿No soy yo tu salud? ¿No estás por ventura en mi regazo? No te apene, ni te inquiete otra cosa; no te aflija la enfermedad de tu tío, que no morirá de ella: está seguro de que ya sanó».
Juan Diego convencido de lo que le dijo, pidió a la Virgen que le diera la señal y el mensaje para llevarlos al obispo.

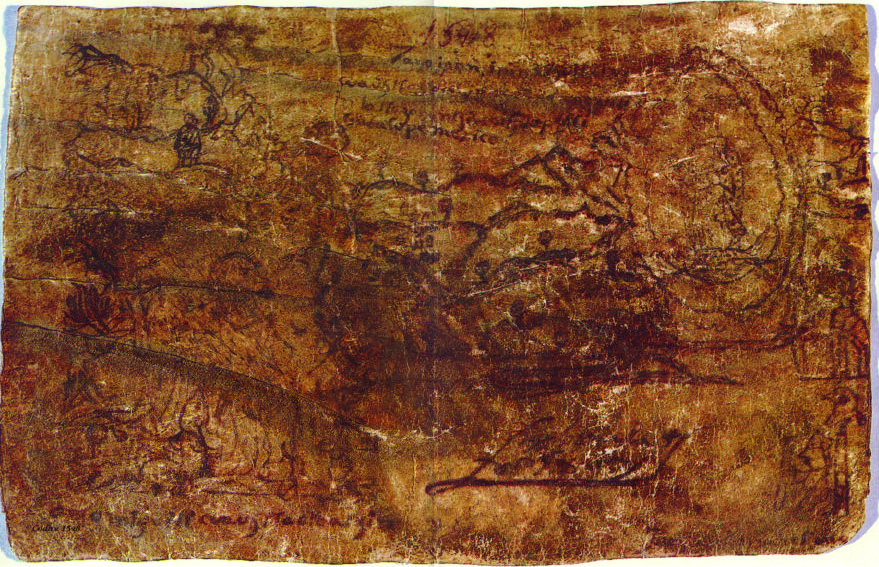
Códice escalada o Códice 1548

La Virgen entonces le dijo que subiera a la cumbre del cerrito donde solía verlo y que cortara las flores que allí encontraría, invitándole a subir hasta la cima de la colina de Tepeyac para recoger flores y traérselas a ella. No obstante la fría estación invernal y la aridez del lugar, Juan Diego encontró varias flores entre ellas rosas de Castilla. Una vez recogidas las colocó en su «tilma» y se las llevó a la Virgen, que le mandó presentarlas al obispo como prueba de veracidad. Una vez ante el obispo el santo abrió su «tilma» y dejó caer las flores mientras que en el tejido apareció, inexplicablemente impresa, la imagen de la Virgen de Guadalupe, que desde aquel momento se convirtió en el corazón espiritual de la Iglesia en México.
Según la tradición católica, la imagen que hoy día se expone en la Basílica de Guadalupe sería la misma que la de ese día del año 1531, y que se imprimió en el ayate, el cual ha sido objeto de numerosos estudios por diversos especialistas, de múltiples nacionalidades en los diferentes siglos.
Juan Diego no volvió a su casa sino hasta el día siguiente, pues el obispo lo detuvo un día más. Aquella mañana le dijo: «Ve a mostrarnos dónde es la voluntad de la Señora del Cielo que se le erija su templo».
Juan Diego condujo a las personas que el obispo dispuso que lo acompañaran al lugar en que se había aparecido la Virgen y en el que debería erigirse su Santuario y pidió permiso de irse, pero no lo dejaron ir solo, sino que lo acompañaron a su casa. Al llegar vieron que su tío, Juan Bernardino, estaba perfectamente sano; Juan Diego explicó a su tío el motivo por el que él llegaba tan bien acompañado y le refirió las apariciones y que la Virgen le había dicho que él estaba curado. El tío, al oír el relato de su sobrino Juan Diego, manifestó que ciertamente la misma Señora lo había sanado, puesto que a él mismo se le había aparecido (quinta aparición) y añadió que le había dicho que dijera al obispo que era su voluntad que se le llamara «la Siempre Virgen Santa María de Guadalupe».

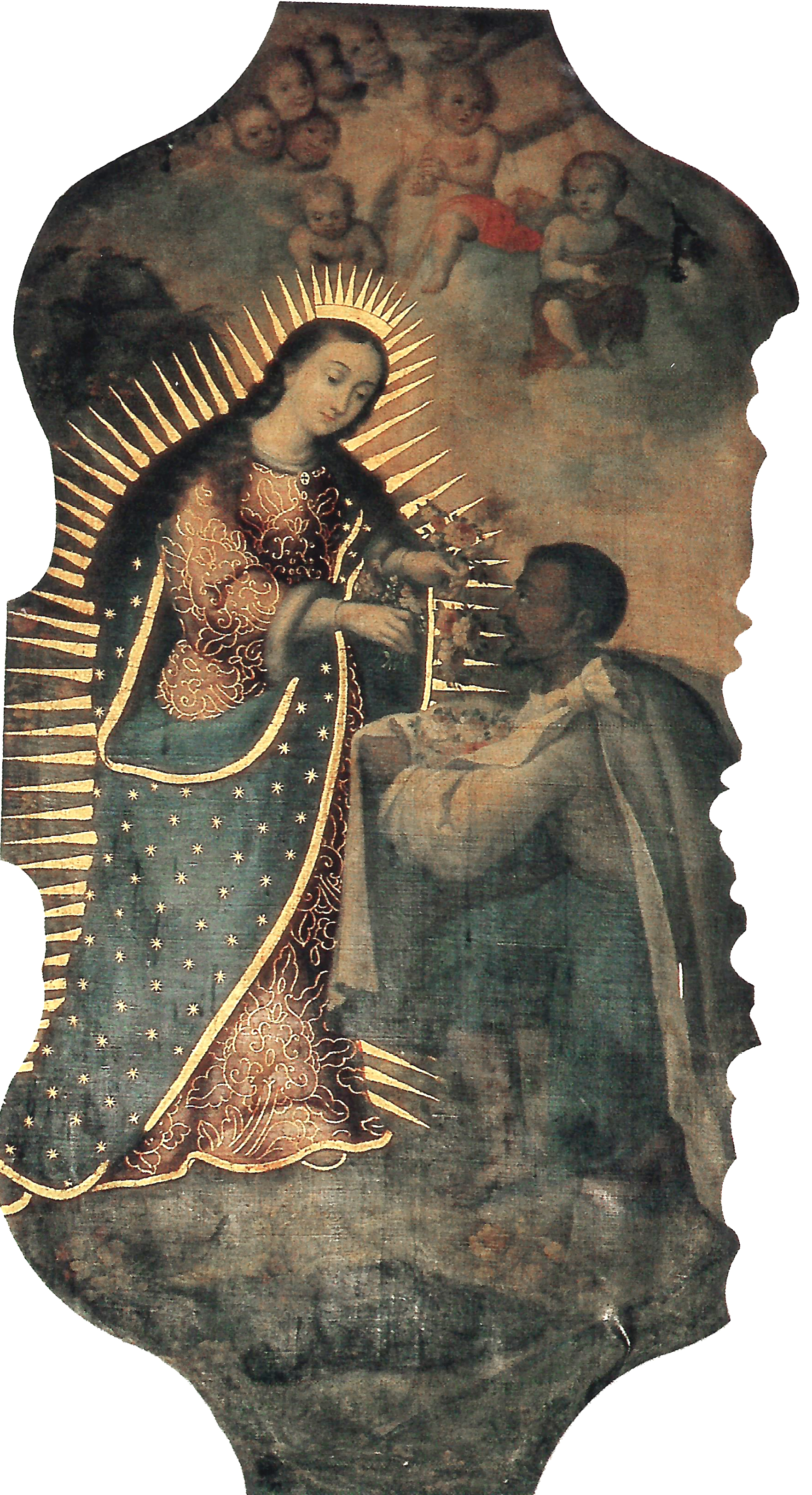
Tercera aparición de la Virgen de Guadalupe a Jun Diego

Con el tiempo, Juan Diego, movido por una tierna y profunda devoción a la Madre de Dios, dejó a los suyos, la casa, los bienes y su tierra y, con el permiso del obispo, pasó a vivir en una pobre casa junto al templo de la «Señora del Cielo». Su preocupación era la limpieza de la capilla y la acogida de los peregrinos que visitaban el pequeño oratorio, hoy transformado en basílica, símbolo elocuente de la devoción mariana de los mexicanos a la Virgen de Guadalupe.
Juan Diego Cuauhtlatoatzin, laico fiel a la gracia divina, gozó de tan alta estima entre sus contemporáneos que estos acostumbraban decir a sus hijos: «Que Dios os haga como Juan Diego».
Juan Diego murió en 1548, con fama de santidad. Su memoria, siempre unida al hecho de la aparición de la Virgen de Guadalupe, atravesó los siglos, alcanzando América, Europa y Asia.

### Antecedentes
En el contexto de la Reconquista española, dos fueron las imágenes que adquirieron notoriedad como parte de este movimiento social, político y religioso en parte del actual territorio de España: Santiago —incluso su advocación de Matamoros— y la Virgen de Guadalupe (Extremadura, España) teniendo una importante presencia en la naciente hispanidad. Esta imagen, venerada en el Real Monasterio de Santa María de Guadalupe de Extremadura, tuvo un auge a partir del siglo XIV y hasta el XVII. Según la tradición católica, esta imagen llamada también Virgen morena fue esculpida por el propio apóstol Lucas, y fue hallada en el siglo XII cerca del río Guadalupe en la región de Las Villuercas. Algunas coincidencias del relato mariano de Guadalupe en España encontrarán coincidencias posteriores en el de la Nueva España, por ejemplo, la aparición en un entorno rural de manera casual a un vidente de bajo estrato social, el hallazgo e incredulidad de las autoridades religiosas que piden una prueba, la plasmación de su propia imagen en un objeto que dará al vidente, la sanación de un enfermo o la resucitación de un muerto como primeros milagros así como la orden de la construcción de un templo en donde se honre su hallazgo.
En el mismo monasterio de Extremadura existe una representación popularmente considerada el precedente iconográfico de la virgen mexicana. Se trata de la talla de Nuestra Señora de la Concepción del Coro, o Virgen del Coro, por estar situada en el testero del coro del citado recinto monacal. Muy probablemente la imagen mexicana de Guadalupe influyó iconográficamente en la imagen de Nuestra Señora de la Concepción del Coro y no al revés, como algunos otros autores habían sostenido.

## La devoción en elsigloXVI

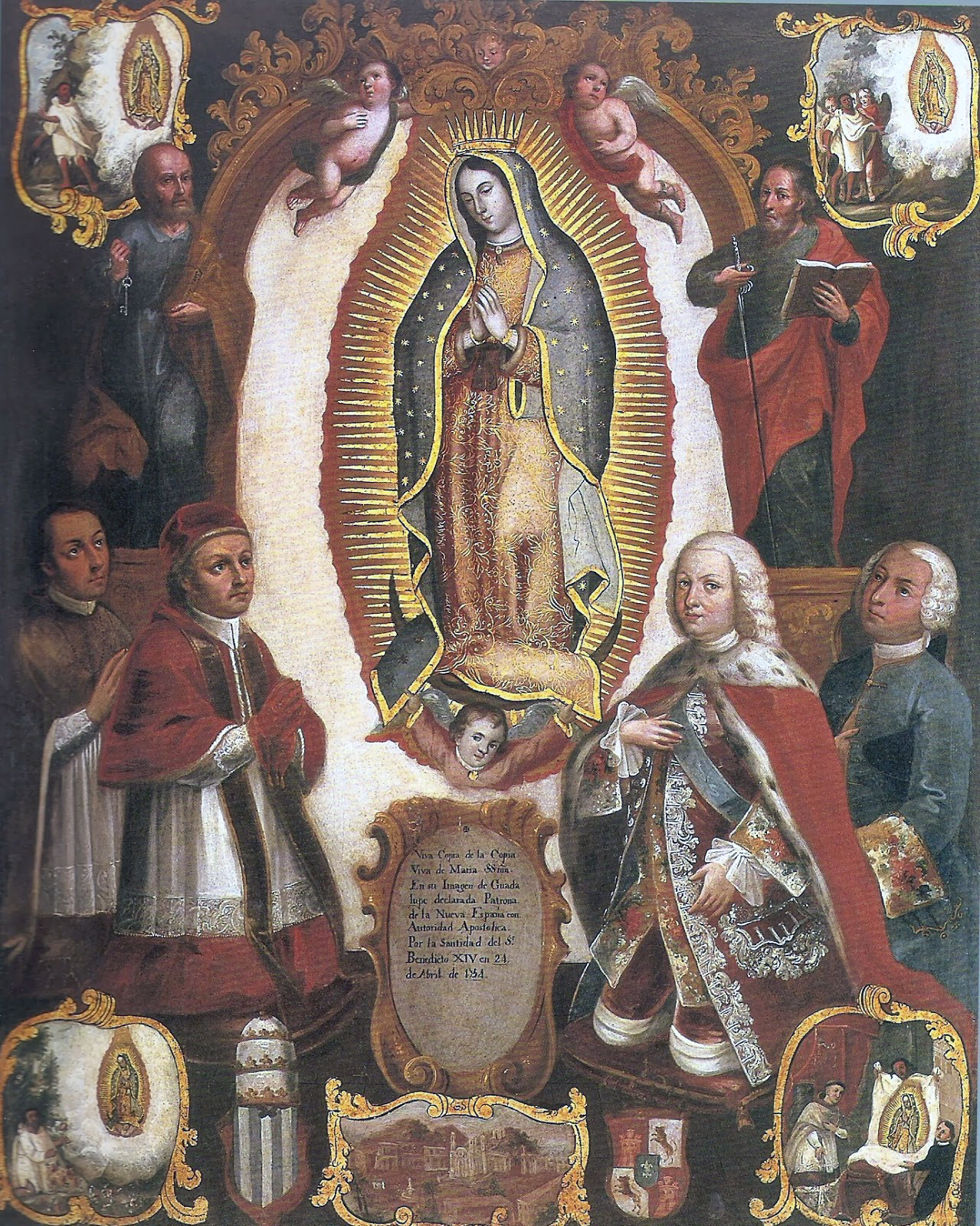
Alegoría de la declaración pontifica de Benedicto XIV el 24 de abril de 1754 del patronato Guadalupano sobre la Nueva España, anónimo novohispano,. Se muestra a la virgen acompañada del propio pontífice, además del Rey Fernando VI de España, San Pedro y San Pablo.

Si bien no existe en el corpus epistolar de Zumárraga ninguna mención ni alusión al milagro guadalupano, las narraciones hechas en el siglo XVII indican que el obispo ordenó llevar la imagen a la Catedral de México. La imagen habría sido trasladada al cerro del Tepeyac -o Tepeyacac como aún era conocido- después en una ceremonia fastuosa, presidida por el propio Zumárraga, Juan Diego y el presidente de la Segunda Audiencia, Sebastián Ramírez de Fuenleal.
Es en el contexto de dicha procesión en que se cree ocurriría el primer milagro de la virgen, cuando un aborigen que participaba en una representación teatral de una batalla como parte de los fastos, fue herido con una flecha verdadera. Al ser llevado ante la virgen, la herida habría sanado milagrosamente.

### Narración en náhuatl
El Nican mopohua (‘aquí se narra’, en idioma náhuatl) es el título de la narración en la que se cuentan las apariciones de la Virgen de Guadalupe. El elegante y complejo texto está escrito con sonido náhuatl pero con caracteres latinos.
El Nican mopohua está contenido dentro de un libro más amplio, el Huei tlamahuiçoltica publicado en el año de 1649 por el bachiller criollo Luis Lasso de la Vega (1605-1660), capellán del santuario de Guadalupe. El título del Huei tlamahuizoltica se deriva de las dos primeras palabras del texto, impresas en gruesos caracteres en su primera publicación (‘El gran acontecimiento’, que son las dos palabras iniciales del texto). Este Huei tlamahuizoltica incluye ―además del Nican mopohua― textos introductorios, oraciones y el Nican motecpana (‘Aquí se pone en orden’) que es la lista de algunos milagros atribuidos a la Virgen en los años que siguieron a su primera aparición.
Luis Lasso de la Vega atribuye el Nican Mopohua a Antonio Valeriano de Azcapotzalco (c. 1520 – c. 1605), que habría sido un indígena noble del siglo anterior (pariente de Moctezuma Xocoyotzin), y quien como estudiante del Colegio de la Santa Cruz de Tlatelolco habría sido uno de los alumnos nahuas de fray Bernardino de Sahagún (1499-1590).
Lasso de la Vega además afirma que el indígena Valeriano había oído la historia directamente de labios de Juan Diego Cuauhtlatoatzin (quien ―según el mismo Lasso― habría fallecido en 1548).[cita requerida]
Es probable que el manuscrito náhuatl usado por Luis Lasso de la Vega fuera el original de Antonio Valeriano. La mayoría de las autoridades están de acuerdo en esto y en la datación de cuando fue escrito el Nican Mopohua, año 1556.

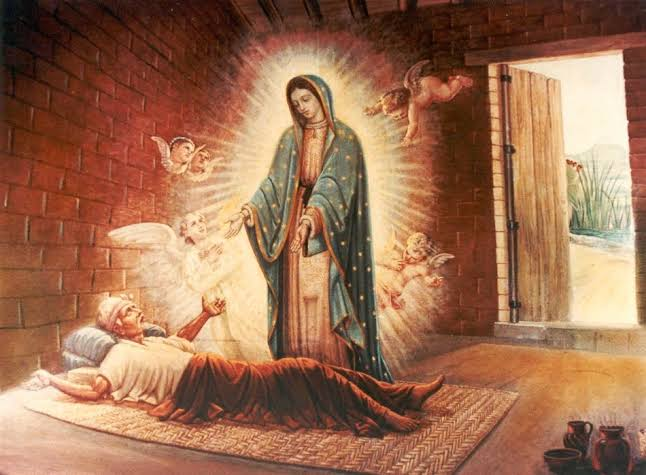
Santa María de Guadalupe se le aparece a Juan Bernardino

De hecho una copia parcial muy antigua del manuscrito Nican Mopohua en 16 páginas que se cree podría datar del año 1556 se puede encontrar en la Biblioteca Pública de Nueva York que ha estado allí desde 1880.
Basándose en la fecha del Primer Concilio Provincial Mexicano ―que se celebró en Ciudad de México entre junio y noviembre de 1555―, Edmundo O'Gorman (1906-1995) opina que Antonio Valeriano había escrito el Nican mopohua en 1556. León-Portilla acepta de la misma manera la hipótesis de O'Gorman.
En ese concilio, el arzobispo Montúfar ordenó que se examinaran las historias de los santuarios y de los iconos venerados en México, y que todos los que no tuvieran suficiente fundamento se destruyeran.[cita requerida]
El sacerdote católico Luis Becerra Tanco (siglo XVII) cuenta que en una fiesta del 12 de diciembre de 1666 ―solo diecisiete años después de la publicación del Huei tlamahuizoltica ― oyó a unos aborígenes que durante la danza cantaban en náhuatl cómo la Virgen María se le había aparecido al aborigen Juan Diego Cuauhtlatoatzin, cómo había curado al tío de este y cómo se había aparecido en la tilma ante el obispo.
La obra está escrita en fina prosa poética (tecpiltlahtolli: ‘lengua noble’) y tuvo varias traducciones, siendo las más difundidas las de:
- 1666: Luis Becerra Tanco.

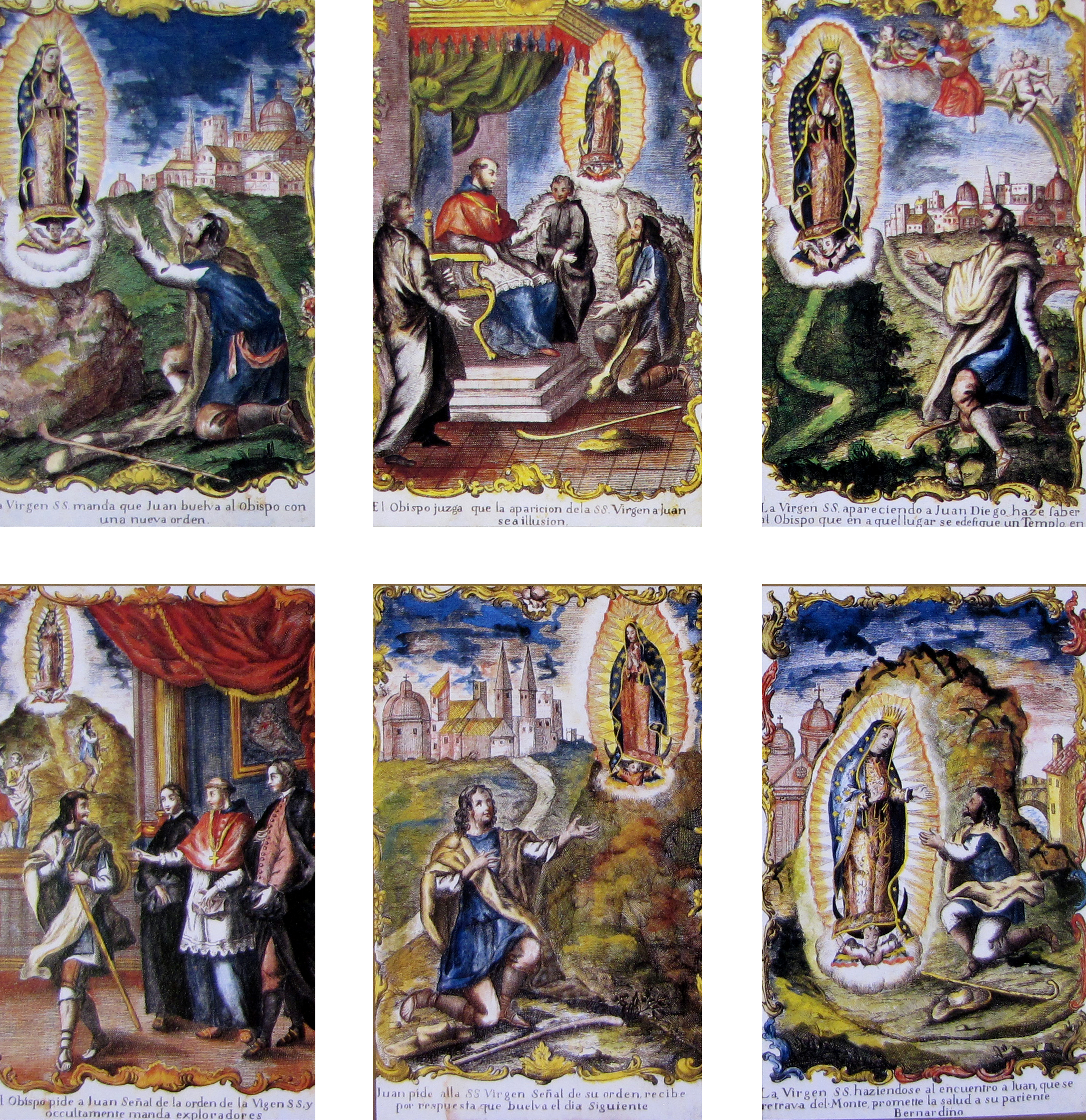
Apariciones de la Virgen de Guadalupe

- Apariciones de la Virgen de GuadalupeAntes de 1688: Fernando de Alva Ixtlilxóchitl, traducción parafrástica al castellano, que aparece en La estrella del norte de México (1688) de Francisco de Florencia.
- 1886: Agustín de la Rosa (traducción directa del náhuatl al latín).
- 1926: Primo Feliciano Velázquez
- 1978: Mario Rojas Sánchez (de la diócesis de Huejutla).
- 1978: Ángel María Garibay Kintana (1892-1967).
- 1989: Guillermo Ortiz de Montellano
- 2002: Miguel León-Portilla (primera traducción laica).

### Guadalupe su nombre
El nombre Guadalupe fue el nombre dado por la propia Virgen a Juan Diego, y declaró su nombre exacto como: “que bien así se le nombrara: “La perfecta Virgen Santa María de Guadalupe” y aparece registrado en los primeros documentos sobre el Gran acontecimiento, tanto en Códice escalada (1548), como en Nican Mopohua (1556) y Huei Tlamahuizoltica (1649).
Luis Becerra Tanco en 1675 utilizó “Tequatlanopeuh” ó Teqntaxopeuh”, lo que fue motivo de controversias. que podría provenir del término náhuatl «coatlaxopeuh», que se pronuncia «quatlasupe», con lo que su valor fónico resulta parecido al de la palabra en español «Guadalupe». «Coa» significa «serpiente», «tla» equivale al artículo «la», mientras que «xopeuh» significa «aplastar», con lo que quedaría constituida la expresión «la que aplasta la (cabeza de la) serpiente».

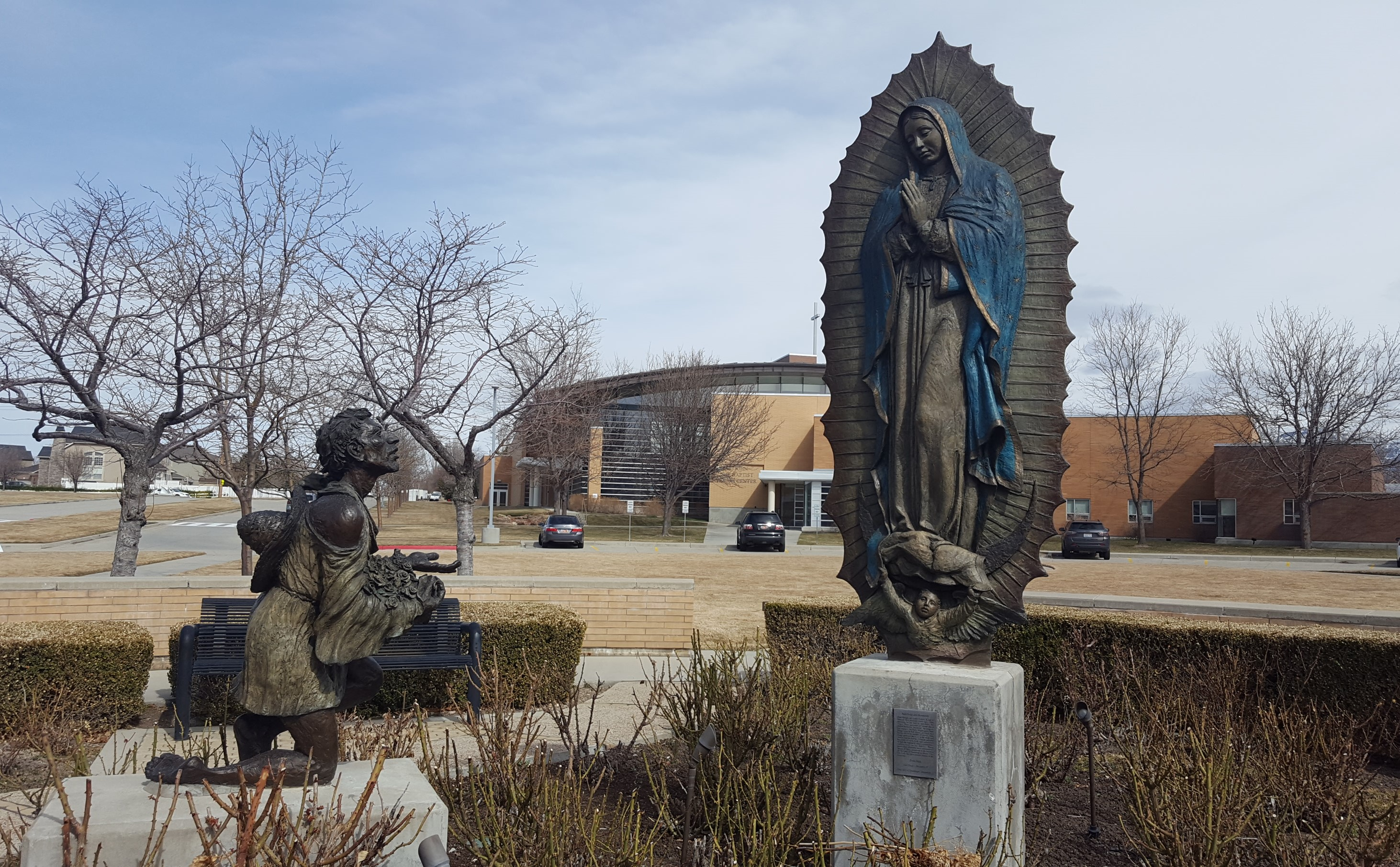
Imagen e Nuestra Señora de Guadalupe en una escuela de Draper Utah E.U.A.

Si bien ya existía el nombre y otra Virgen de Guadalupe (en Extremadura), la palabra «Guadalupe» tiene un primer componente árabe -presente en diversos topónimos españoles- que es "wādī" (وَادِي = "cauce, río"), existiendo controversia en la segunda parte del nombre. Una teoría afirma que podría venir de «wadi al-iub», que significa «río de cantos negros» o, según una deformación señalada por Ana Castillo, «río de amor» o «río de luz». Otras etimologías populares incluyen la señalada por David Brading: «wadi-lupi» que significa «río de lobos», en referencia a los animales que podrían abrevar en las cercanías del santuario, o a la capacidad de la advocación para vencer la idolatría.

### Internacionalización
La fidelidad se expande durante la época colonial, extendiéndose a partir de la Ciudad de México en un primer plano, hacia sus alrededores, por el sur hasta la Capitanía General de Guatemala, el Virreinato de Nueva Granada y el Virreinato del Perú, por el norte hasta la Alta California, el Territorio de Nutca, las Provincias Internas y el Territorio de La Luisiana, por el este hasta España, la Capitanía General de Cuba, la Capitanía General de Santo Domingo y la Provincia de La Florida; y, por el oeste hasta la Capitanía General de Filipinas y la Gobernación de Taiwán.

#### Basílicas fuera de México
- Basílica de Nuestra Señora de Guadalupe, en Antiguo Cuscatlán, El Salvador.
- Basílica Nuestra Señora de Guadalupe, en la Ciudad de Santa Fe, Argentina

## Origen de la veneración a la Virgen de Guadalupe en el Tepeyac

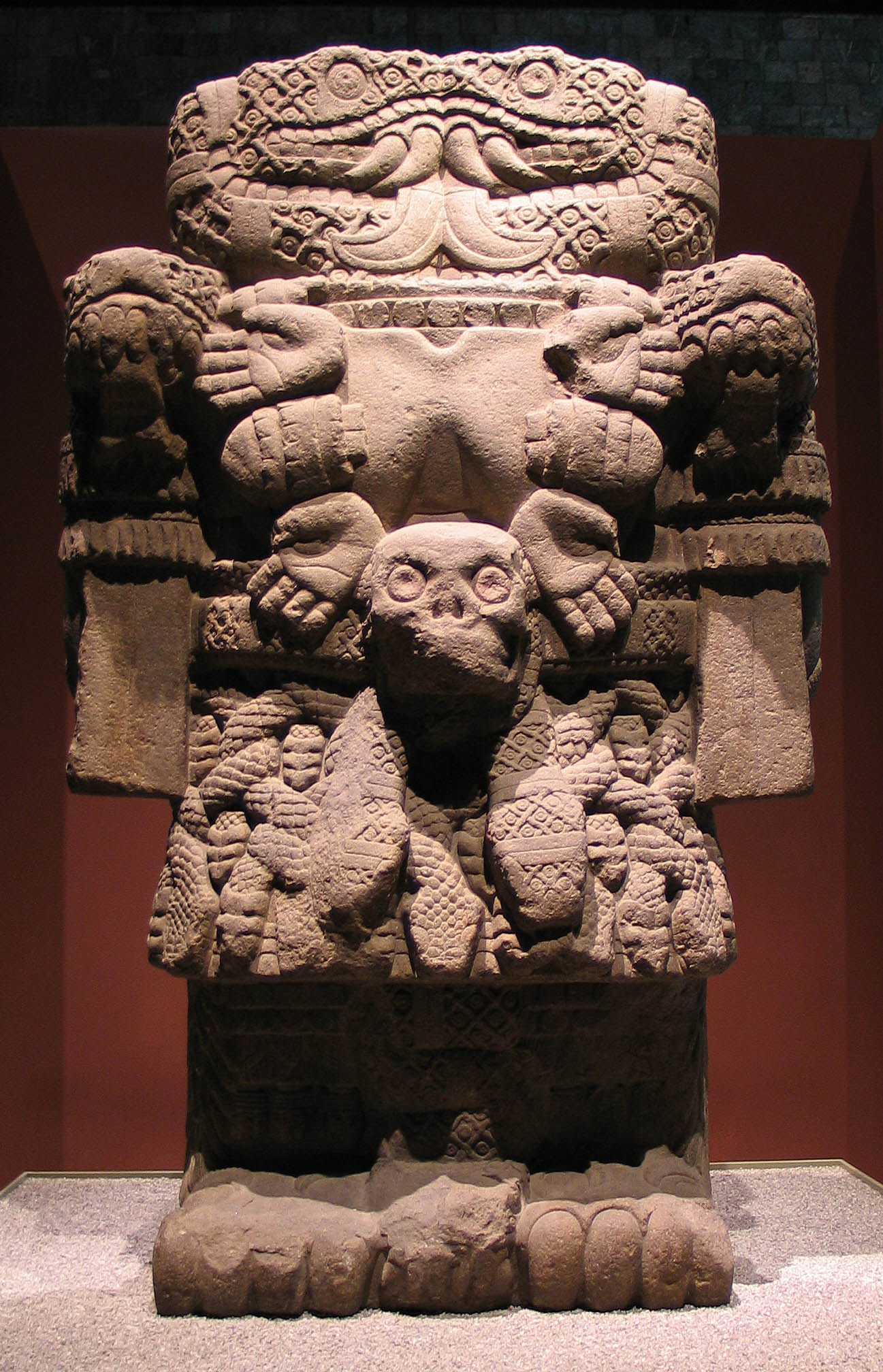
Estatua de Coatlicue exhibida en el Museo Nacional de Antropología (México)

Desde la época prehispánica, el Tepeyac había sido un centro de devoción religiosa para los habitantes del valle de México. En esta eminencia geográfica localizada en lo que fuera la ribera occidental del lago de Texcoco se encontraba el santuario más importante de la divinidad nahua de la tierra y la fertilidad. Esta diosa era llamada Coatlicue (cóatl-cuéitl, ‘señora de la falda de serpientes’, en náhuatl), que por otros nombres también fue conocida como Teteoinan (téotl-nan, ‘dios madre’, o madre de los dioses, en náhuatl), Toci o Tonantzin (to-nan-tzin, ‘nuestra adorable madrecita’, en náhuatl), nombre que le fue dado posteriormente por los indígenas.
En contra de estos supuestos, los académicos Cinna Lomnitz y Heriberta Castaños Rodríguez señalaron que no existe una diosa indígena llamada Tonantzin y que en el Tepeyac no se encontró ningún adoratorio indígena —mientras que el valle de México estaba lleno de ellos—, es decir, que no se ha registrado ninguna evidencia arqueológica acerca de un culto prehispánico en el Tepeyac.
Poco después de la conquista, en 1525, los franciscanos levantaron, con la intención de promover un culto de sustitución, una pequeña ermita. La decisión de mantener una ermita ocurrió en el marco de una intensa campaña de destrucción de las imágenes de los dioses mesoamericanos, a los que se veía como una amenaza para la cristianización de los indígenas. Décadas más tarde, no solo los indígenas acudían a la ermita del Tepeyac a venerar ―según documentos de la época― la imagen aparecida de la Virgen María. En efecto, a mediados del siglo XVI, la devoción hacia la imagen se había extendido entre los criollos.
La tradición católica cree que la aparición de la imagen de la Virgen de Guadalupe fue en el año 1531, diez años después de la caída de México-Tenochtitlan en manos de los españoles. El solsticio de invierno de 1531 tuvo lugar el día 12 de diciembre, de acuerdo con la UNAM. Esta fecha aparece registrada en el Nican mopohua (uno de los capítulos que integran el Huei tlamahuizoltica, obra en lengua náhuatl publicada por Luis Lasso de la Vega) y que la tradición atribuye al indígena Antonio Valeriano.
En 1555, Montúfar ordenó la remodelación de la ermita y la confió al clero secular. Los primeros registros de la aparición de la imagen mariana en la ermita corresponden precisamente a los años de 1555 y 1556. Entre otros testimonios tempranos del suceso se encuentran los Diarios de Juan Bautista y los Anales de México y sus alrededores. El primer documento afirma que «en el año de 1555 fue cuando se apareció Santa María de Guadalupe, allá en Tepeyacac», mientras que los Anales ubican el suceso un año más tarde: «1556 XII Pedernal: descendió la Señora a Tepeyácac; en el mismo tiempo humeó la estrella».
En el siglo XVII, el chalca Domingo Francisco Chimalpahin Quauhtlehuanitzin recogería los primeros documentos en sus Relaciones de Chalco Amaquemecan, en los cuales ubica el suceso en 1556:

Año 12-Pedernal, 1556 años. Iba quedando bien doblado y fuerte el muro de piedra que daría la vuelta a toda la ciudad de México. Para la obra hicieron reunir a toda la gente de todos los pueblos del rumbo, por orden de los jefes y según disposiciones de don Luis de Velasco, Visurrey. Así pudo terminarse la muralla. También entonces ocurrió la aparición, dicho sea con respeto, de nuestra querida madre, santa María de Guadalupe en el Tepeyácac.

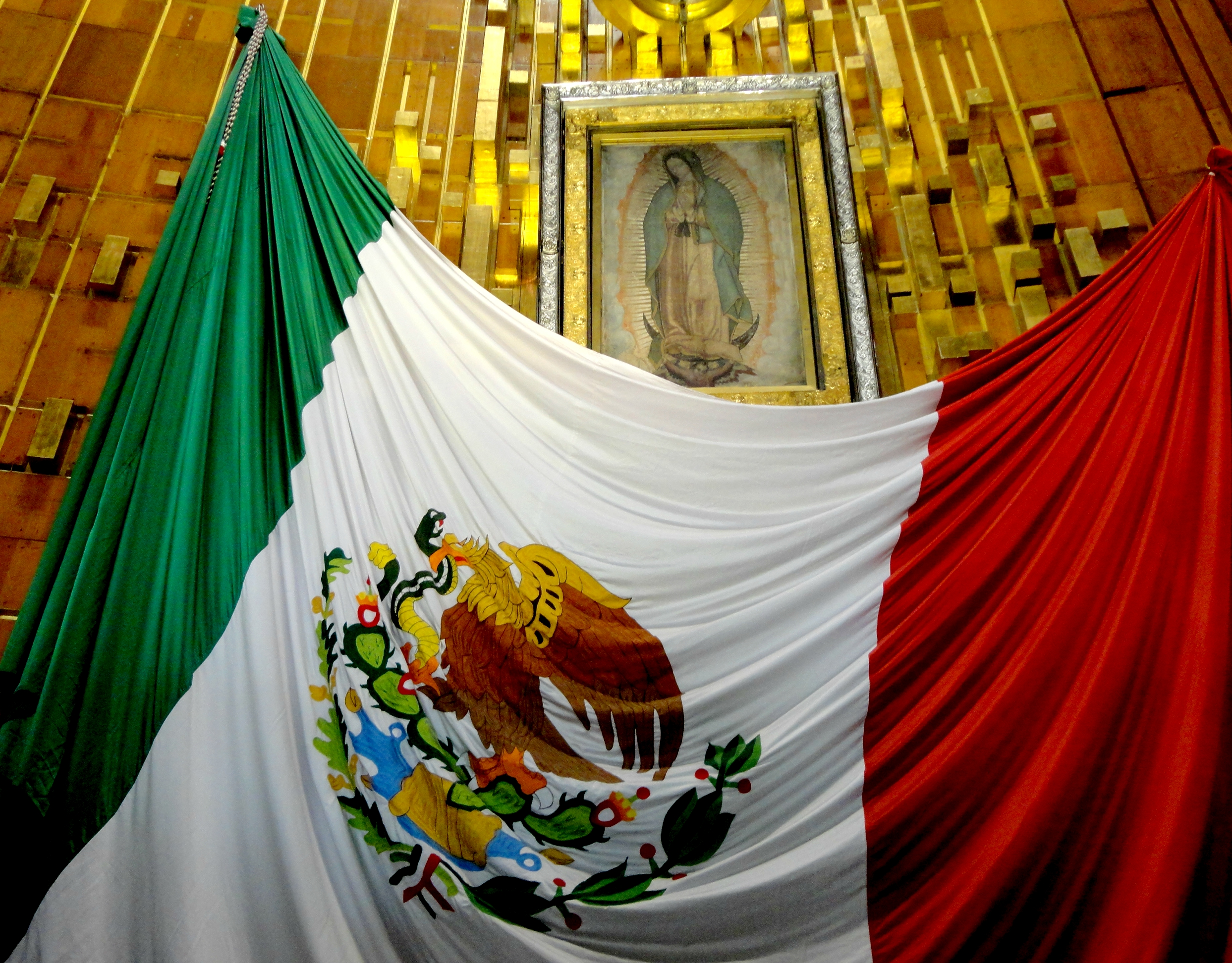
Tilma de San Juan Diego en la Nueva Basílica.

Al fortalecimiento del culto a la Virgen del Tepeyac contribuyó de manera decisiva la realización del Primer Concilio mexicano, que se celebró en la Ciudad de México entre el 29 de junio y el 7 de noviembre de 1555. El concilio fue organizado por el arzobispo Alonso de Montúfar y reunió a numerosos representantes de las órdenes monásticas de la Nueva España, entre ellos al franciscano Pedro de Gante; así como a los obispos Martín Sarmiento de Hojacastro (Tlaxcala), Tomás de Casillas (Chiapas), Juan López de Zárate (Oaxaca) y Vasco de Quiroga (Michoacán).
Entre otras cosas, el Primer Concilio de la Iglesia novohispana resolvió reglamentar la manufactura de las imágenes religiosas, especialmente las realizadas por los indígenas. También se decidió favorecer el culto a los santos patrones de cada pueblo y todas las advocaciones marianas.
El Primer Concilio mexicano propuso controles a las imágenes que podían ser aceptadas en los templos o lugares de culto, así como la otorgación de licencias para su uso, se pronunció a favor de acabar con las «abusiones de pinturas e indecencia de imágenes» producidas por los indígenas que «no saben pintar ni entienden bien lo que hacen pues pintan imágenes indiferentemente de todo lo que quieren, lo cual todo resulta en menosprecio de nuestra santa fe» El 6 de septiembre de 1556, Montúfar predicó una homilía en la cual se pronunciaba partidario de la promoción del culto a la Guadalupana entre los indígenas.
El 8 de septiembre de ese mismo año (1556), el arzobispo Montúfar obtuvo una respuesta sumamente crítica por parte de los franciscanos en boca de Francisco de Bustamante.
La labor de la Orden Franciscana en la cristianización de América había estado imbuida por la filosofía erasmiana que rechazaba la veneración de las imágenes, de modo que cuando Montúfar se mostró favorable a difundir el culto de la imagen del Tepeyac, lo que obtuvo en respuesta de Bustamante fue que el culto Guadalupano era idolátrico, acusando a Montúfar de ser divulgador de los supuestos milagros de la imagen y el santuario.
La disputa entre los franciscanos y el arzobispado de México se resolvió en favor de este último. Para ello, Montúfar y sus partidarios tuvieron que moderar su discurso sobre la índole del culto a la Virgen de Guadalupe, aproximándose aparentemente a los preceptos defendidos por los franciscanos.
La promoción oficial del culto guadalupano por parte de la Iglesia novohispana se inscribe en un proceso más amplio en el que la perspectiva humanista de los franciscanos y su obra misional fue sustituida por los preceptos adoptados oficialmente por medio de las resoluciones del Concilio de Trento. De acuerdo con estas, la Iglesia debería promover y conservar el culto a las imágenes de Cristo, la Virgen y todos los santos, en una clara reacción contra la iconoclastia protestante que prosperaba en el norte de Europa.

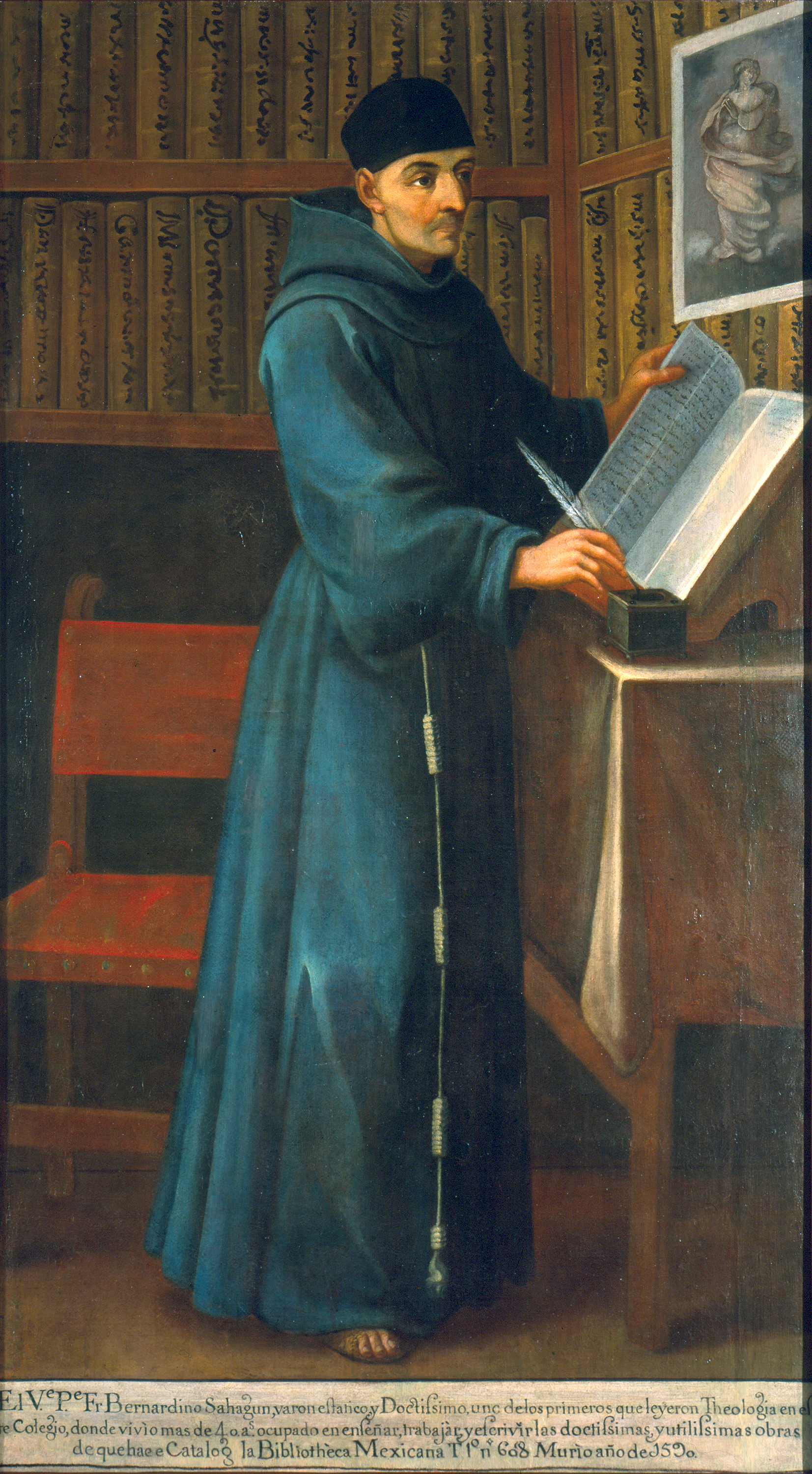
Bernardino de Sahagún (1499-1590), gran conocedor de la cultura y lengua de los nahuas, fue uno de los críticos al culto en Tepeyac y el uso del nombre de Tonantzin para llamar a Nuestra Señora de Guadalupe durante el siglo XVI.

De modo pragmático, el arzobispado de México hizo caso omiso de las advertencias vertidas por los franciscanos sobre la confusión que podía generar el culto de la imagen del Tepeyac entre los recién cristianizados indígenas del centro de México. Es en este contexto, según Gruzinski, el lienzo de Guadalupe podría haber sido encargado a una manufactura indígena.
En la misma línea Bernardino de Sahagún (1499-1590) expresa su preocupación que podría generar el culto en Tepeyac y el uso del nombre Tonantzin para llamar a «Nuestra Señora de Guadalupe»:

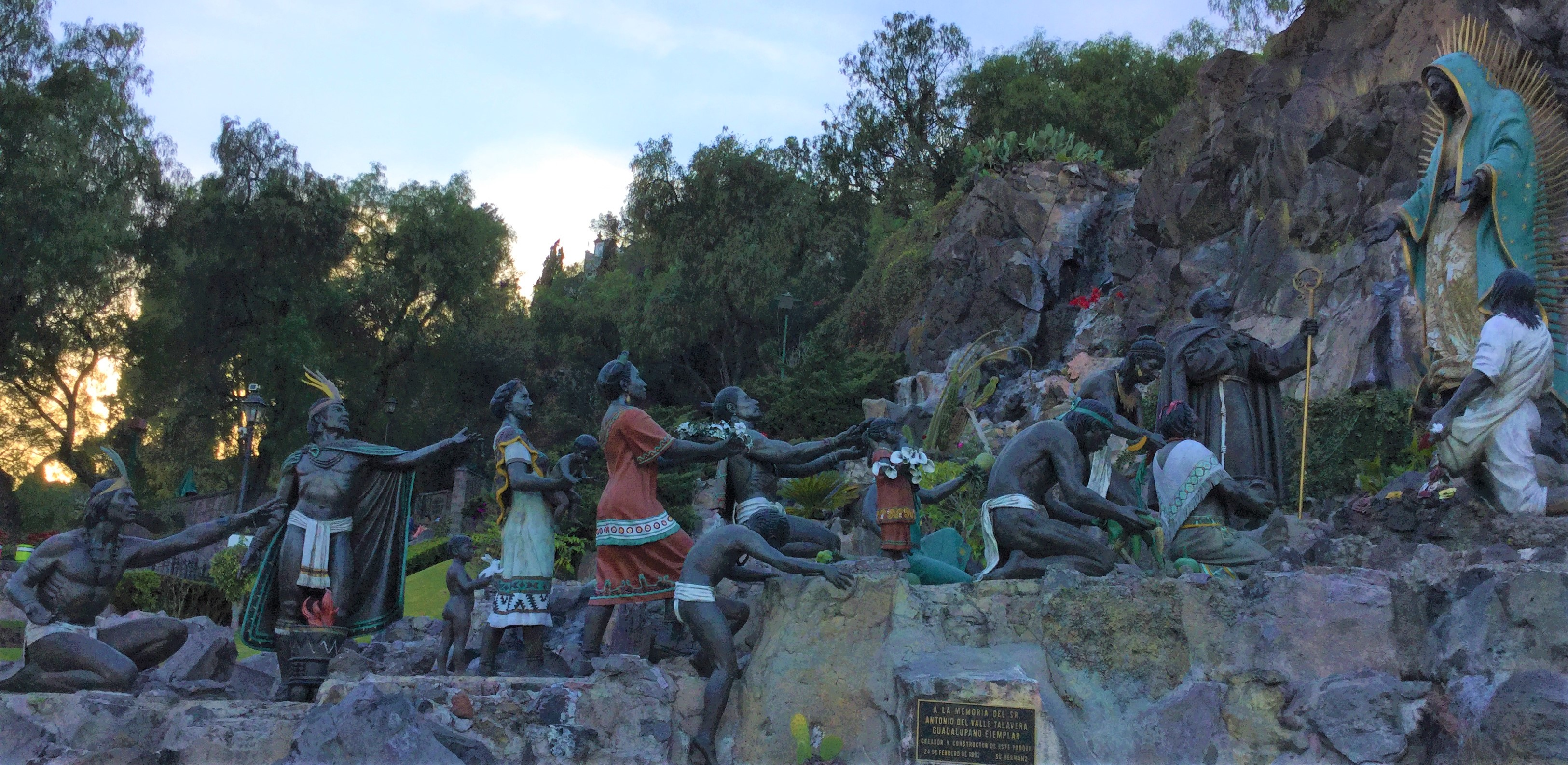
Representación de indígenas venerando a la Virgen de Guadalupe

Cerca de los montes hay tres o cuatro lugares donde solían hacer muy solemnes sacrificios, y que venían a ellos de muy lejanas tierras. El uno de estos es aquí en México, donde está un montecillo que se llama Tepeacac, y los españoles llaman Tepeaquilla y ahora se llama Nuestra Señora de Guadalupe; en este lugar tenían un templo dedicado a la madre de los dioses que llamaban Tonantzin, que quiere decir Nuestra Madre. Allí hacían muchos sacrificios a honra de esta diosa, y venían a ellos de muy lejanas tierras, de más de veinte leguas de todas estas comarcas de México, y traían muchas ofrendas: venían hombres y mujeres y mozos y mozas.
 Era grande el concurso de gente en estos días; y todos decían «vamos a la fiesta de Tonantzin»; y ahora que está allí edificada la iglesia de Nuestra Señora de Guadalupe, también la llaman Tonantzin tomada ocasión de los predicadores que a Nuestra Señora la Madre de Dios la llaman Tonantzin. De dónde haya nacido esta fundación de esta Tonantzin no se sabe de cierto, pero esto sabemos de cierto: que el vocablo significa de su primera imposición a aquella Tonantzin antigua, y es cosa que se deberá remediar porque el propio nombre de la Madre de Dios, Señora nuestra, no es Tonantzin sino Dios y Nantzin. Parece esta invención satánica para paliar la idolatría debajo la equivocación de este nombre Tonantzin y vienen ahora a visitar a esta Tonantzin de muy lejos, tan lejos como de antes, la cual devoción también es sospechosa, porque en todas partes hay muchas iglesias de Nuestra Señora, y no van a ellas, y vienen de lejanas tierras a esta Tonantzin como antiguamente.
Bernardino de Sahagún (1499-1590): Historia general de las cosas de la Nueva España (1576)

## Historicidad
La historicidad de la aparición ha sido analizada desde sus inicios. En 1556, con motivo de la celebración de la Natividad de María, Francisco de Bustamante durante un sermón afirmó lo siguiente:

La devoción en esta ciudad que ha estado creciendo en nuestra iglesia dedicada a Nuestra Señora, que han intitulado Guadalupe, es gravemente perjudicial para los nativos, porque les hace creer que la imagen pintada por un indio hace milagros.
Padre Francisco de Bustamante, sermón del 8 de septiembre de 1556, en el texto Informaciones de 1556.

En esos días se encontraba al frente de la Arquidiócesis de México, Alonso de Montúfar, quien era conocido como uno de los principales impulsores del culto Guadalupano.
En referencia al examen de Philip Serna Callahan a la tilma utilizando cámara infrarroja en 1979, el profesor Jody Brant Smith escribió: "si Marcos la hizo, la hizo sin hacer un boceto preliminar -. En sí mismo un procedimiento casi milagroso [...] El bien pudo haberle echado una mano restaurando la imagen, pero sólo restaurando las adiciones, como el ángel y la luna a los pies de la Virgen"
El misionero y lingüista Bernardino de Sahagún (1499-1590), al escribir en 1576 sobre la devoción del Tepeyac en su libro Historia general de las cosas de Nueva España, dijo que el origen del culto a Tonantzin «no se sabía de cierto».

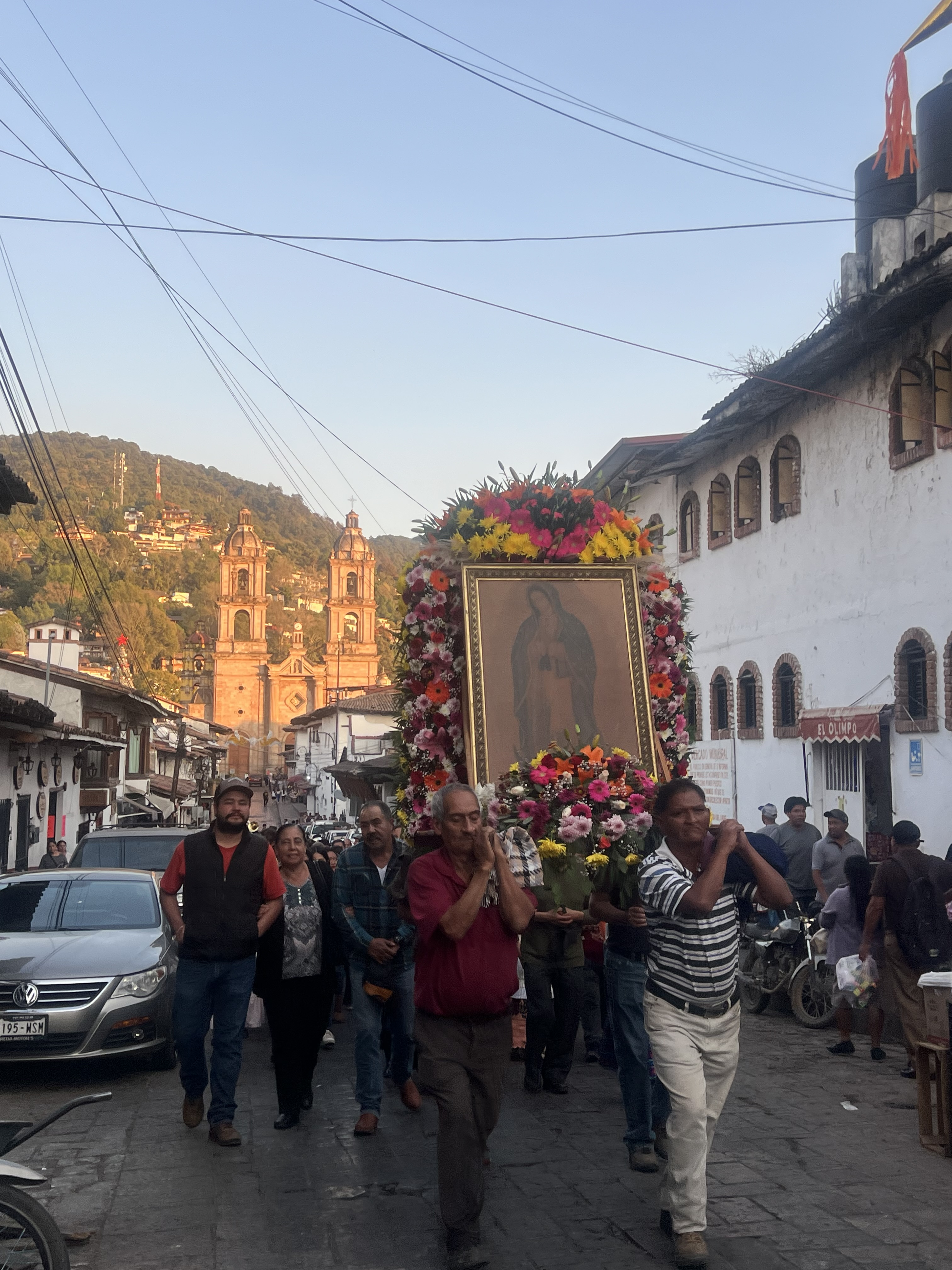
Procesión del Pueblo de Dios, del Día de la Virgen de Guadalupe en Valle de Bravo. Estado e México

De acuerdo con Joaquín García Icazbalceta, historiador del siglo XIX, fray Juan de Zumárraga (1468-1548) vivió muchos años, y se conservan de él muchas cartas y notas, y una regla cristiana que de acuerdo con Icazbalceta "que si no es suya, como parece seguro, á lo menos fue compilada y mandada imprimir por él". Además agrega que en ninguno de estos textos menciona haber sido testigo del milagro que le adjudicarían más de un siglo más tarde. Por el contrario, dentro de la regla cristiana―que fue publicada en Nueva España antes de su muerte―, se pregunta lo siguiente:

«¿Por qué ya no ocurren milagros?».
La respuesta es: «Porque piensa el Redentor del mundo que ya no son menester».
GARCíA ICAZBALCETA JOAQUíN, Carta acerca del origen de la imagen de Nuestra Señora de Guadalupe de México (Pub. de 1896)

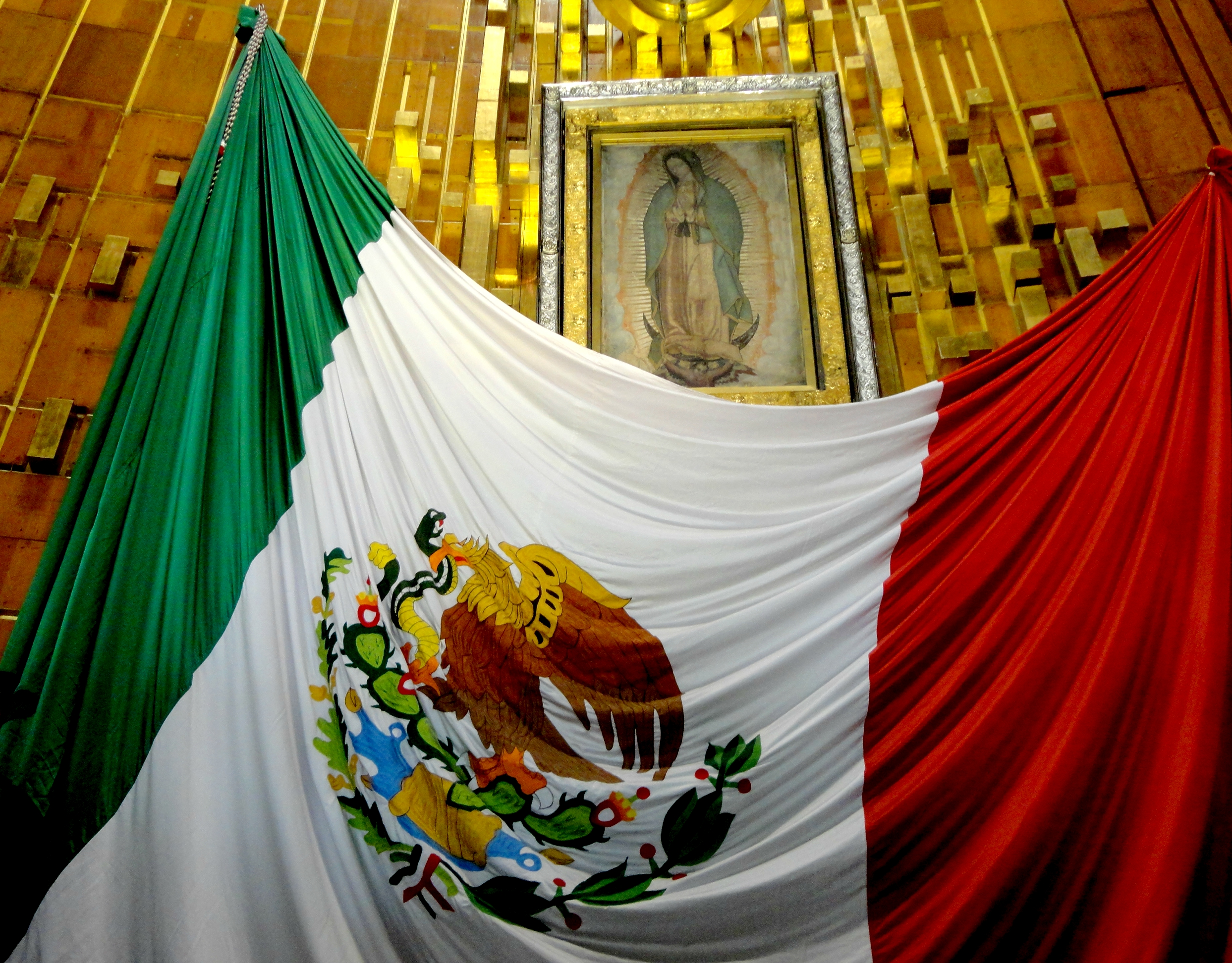
Imagen de La virgen de Guadalupe en la Basílica

En respuesta a los argumentos de Icazbalceta, dos apologistas guadalupanos ―Primo Feliciano Velázquez y Fortino Hipólito Vera― sostuvieron que Zumárraga se refiere a que el Redentor ya no realiza milagros «pedidos por curiosidad»; que el texto no lo escribió Zumárraga, sino solamente lo aprobó como autoridad religiosa; y que, por último, es imposible que Zumárraga negara los milagros que santos medievales y renacentistas habían llevado a cabo según la tradición cristiana.
Icazbalceta también negó la historia de la aparición e indicó en un informe confidencial al arzobispo Labastida, en 1883, que nunca existió tal persona llamada Juan Diego Cuauhtlatoatzin.
Respondiendo a esta afirmación, varios escritores, entre historiadores, eruditos y religiosos, se han encargado de mostrar documentación como el testamento de la hija de Juan García Martín, documento del siglo XVI que menciona a Juan Diego por su nombre, y las Informaciones jurídicas de 1666, un compendio de testimonios que los indígenas habían dado sobre la existencia y virtudes de Juan Diego:
- Imagen de La virgen de Guadalupe en la BasílicaPrimo Feliciano Velázquez en La aparición de Santa María de Guadalupe.[56]
- Fortino Hipólito Vera (obispo de Cuernavaca) en Contestación histórico-crítica.[57]
- Agustín de la Rosa en su Defensa de la aparición guadalupana.[58]
- Jesús García Gutiérrez mostró una lista de más de 50 documentos históricos guadalupanos en su Primer siglo guadalupano.[59]
- José Bravo Ugarte en su libro Cuestiones históricas guadalupanas.[60]
- Mariano Cuevas en su libro Álbum histórico del IV Centenario guadalupano.[61]
- Joel Romero Salinas en su libro Eclipse guadalupano.[62]

El sacerdote historiador estadounidense Stafford Poole[cita requerida] y el antiguo abad de la Basílica de Guadalupe, Guillermo Schulenburg, han rechazado la existencia de Juan Diego. En 1995, Schulenburg declaró a la revista católica mexicana Ixtus lo siguiente:

Ixtus: ¿Existió Juan Diego?
Schulenburg: No. Es un símbolo, no una realidad.
Ixtus: ¿Entonces cómo encaja la beatificación que de él hizo el papa?
Schulenburg: Esa beatificación es un reconocimiento de culto, no es un reconocimiento de la existencia física y real del personaje; por lo mismo, no es propiamente una beatificación.
Entrevista a Guillermo Schulenburg

Meses después, Schulenburg renunció espontáneamente a su cargo de abad de la basílica de Guadalupe, cargo que había ejercido por más de treinta años. En 1897, Eduardo Sánchez Camacho, obispo de Tamaulipas fue forzado a dejar su puesto después de expresar una similar opinión.[cita requerida]
En 1999 tras la inminente canonización, un grupo de canónigos de la Basílica encabezados por Schulenburg escribió a Angelo Sodano sobre las serias dudas que tenían de la autenticidad de la existencia histórica de Juan Diego y que ignorar estos informes podría poner en duda la credibilidad y seriedad de la Iglesia.
La Santa Sede ordenó una extensa investigación ante la postura de Schulenburg, y finalmente se consideró históricamente probada la existencia de Juan Diego Cuauhtlatoatzin como persona real. Tres historiadores, Eduardo Chávez Sánchez, José Luis Guerrero Rosado y Fidel González Fernández, publicaron las conclusiones de esta investigación en un libro de más de 500 páginas titulado El encuentro de la Virgen de Guadalupe y Juan Diego (México: Porrúa, 1999).

## Posible sincretismo
Interpretación de la imagen como Anexo;Códice Guadalupe
Algunos historiadores califican como un sincretismo la asimilación de la imagen de la Virgen de Guadalupe con la de la deidad mexica Toci en el Tepeyacac ―el cual fue un sitio de adoración de la diosa― proporcionando una forma de que los españoles del siglo XVI ganaran el apoyo de la población indígena de México. Puede haber proporcionando a los indígenas mexicanos del siglo XVI un medio para practicar secretamente su religión previa a la conquista.
La crítica de fray Bernardino de Sahagún del culto en el Tepeyac parece haber provenido principalmente de su preocupación por una aplicación sincretista del nombre nativo Tonantzin (Nuestra madre) a la Virgen María. Sahagún lo menciona en uno de sus textos denotando que las peregrinaciones indígenas a ese sitio persistían en la época del fraile.
Para la década de los 30 del siglo XVI, y tomando como referente la fecha del Nican Mopohua, el proceso de Conquista de México se encontraba aún en proceso en gran parte del territorio del actual México, y menos de una década atrás iniciaba el esfuerzo imperial español de la evangelización en los territorios conquistados a cargo de las órdenes mendicantes. Según Lafaye en ese entonces en la Nueva España las creencias "eran el producto inestable de aportaciones religiosas heterogéneas, debido a grupos étnicos desiguales", así como "las comunidades indígenas en el mundo rural, los conventos en la sociedad criolla, el medio de los esclavos y de las castas en las ciudades, parecían haber sido focos específicos de apariciones de creencias sincréticas específicamente mexicanas, y de prácticas mágicas" cuyas coincidencias encontraron los recién conquistados a partir de la adopción o la imposición del catolicismo, con sus antiguas creencias.
El proceso de conquista y posterior colonización de la Nueva España tuvo consecuencias y cambios radicales en lo político, económico y lo social, con la religión católica como manifestación elemental al ser uno de sus más importantes ejes sociales y estar imbricada en todos sus aspectos. Dicho contexto determinaría el origen del culto guadalupano en México y su posterior crecimiento y consolidación.

## La Virgen de Guadalupe en la historia de México oguadalupanismo
La Virgen María de Guadalupe ha tenido un lugar importante en la historia de México, desde un poco después de la Conquista de México, hasta nuestros días.

### Independencia

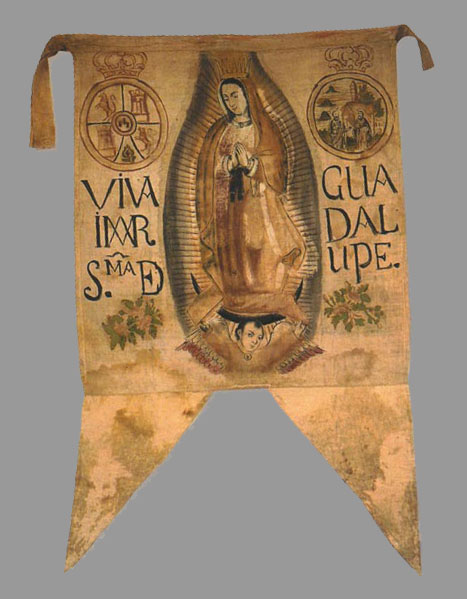
Anverso del estandarte con la imagen de la Virgen de Guadalupe, enarbolado por Miguel Hidalgo y Costilla en la iglesia de Atotonilco (Guanajuato) cuando iba de camino de Dolores a San Miguel el Grande el 16 de septiembre de 1810, horas después del grito de Dolores que dio inicio a la guerra de la independencia de México.

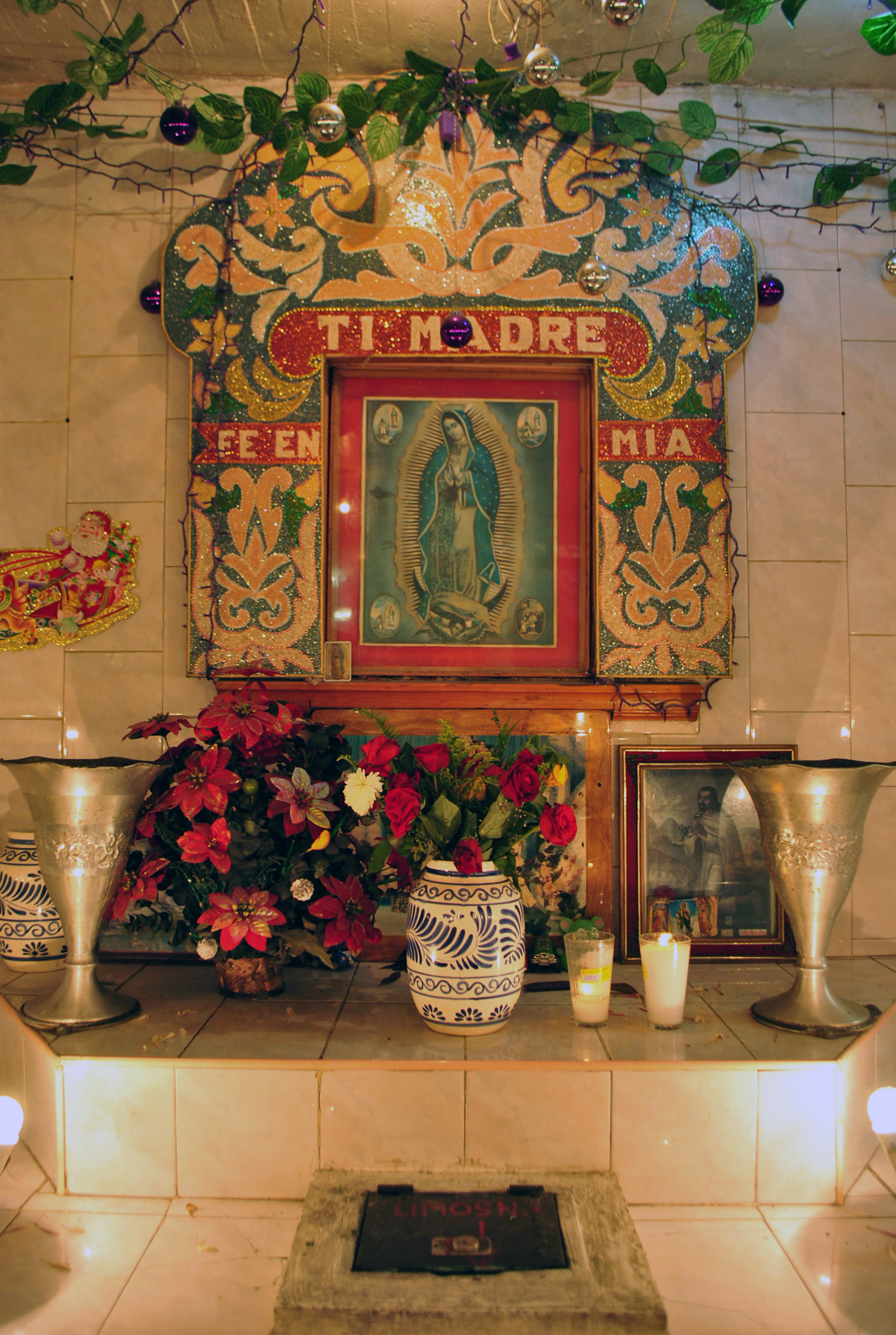
Altar callejero en un mercado de la Ciudad de México.

Los Guadalupes, una sociedad secreta con actividad intensa entre 1811 y 1814 impulsada por los ideales liberales insurgentes, tomó su nombre en honor de la Virgen de Guadalupe como símbolo de unidad nacional. Esta sociedad fue una de las principales precursoras de la Independencia de México.
El movimiento de independencia de México tuvo como primer estandarte la Virgen de Guadalupe. En su camino de Dolores a San Miguel el Grande, Miguel Hidalgo y Costilla se detuvo a orar en la iglesia de Atotonilco (Guanajuato) mientras sus seiscientos hombres esperaban en el atrio. Al salir enarboló una imagen capaz de unir al pueblo para la empresa de la Independencia Nacional. En el edicto de excomunión contra los insurgentes del 24 de septiembre de 1810, don Manuel Abad y Queipo, obispo de Michoacán, señaló que Miguel Hidalgo y Costilla «pintó en su estandarte la imagen de nuestra augusta patrona, Nuestra Señora de Guadalupe, y le puso la inscripción siguiente: Viva la Religión. Viva nuestra Madre Santísima de Guadalupe. Viva Fernando VII. Viva la América y muera el mal gobierno».
El 11 de marzo de 1813, desde Ometepec (estado de Guerrero), José María Morelos expidió un decreto exaltando a la Guadalupana, «para que sea honrada y todo varón declare ser devoto de la Santa Imagen, soldado y defensor de la Patria» y dos años después pediría como última concesión ir a orar a la virgen antes de ser ejecutado en Ecatepec en 1815.

### Primer Imperio de México
Agustín I de México crea la Orden Nacional de Nuestra Señora de Guadalupe.
A la abdicación del emperador, en el otoño de 1824 cayó en desuso.

### México Independiente
- Manuel Félix Fernández acampaba a un lado del arroyo en la Sierra Mixteca. Uno de sus hombres se atrevió a bajar hasta el agua y fue abatido por los arcabuces enemigos. El bravo general arrojó su sable a la otra orilla y gritó: «Va mi espada en prenda, voy por ella». Toda la tropa lo siguió hasta la victoria y él, agradecido, cambió su nombre por Guadalupe Victoria en agradecimiento a la Virgen por la victoria concedida. Posteriormente sería el primer presidente de México.
- Otro presidente, el general Vicente Guerrero, peregrinó a Guadalupe para depositar personalmente a los pies de la Virgen las banderas y trofeos ganados a Barradas.
- Antonio López de Santa Anna, reactiva 30 años después de su fundación la Orden Nacional de Nuestra Señora de Guadalupe y consiguió el reconocimiento de la Iglesia católica en 1854 por disposición del papa Pío IX. Ese mismo año volvió a caer en desuso con el triunfo de la Revolución de Ayutla.
- Ignacio Manuel Altamirano, en su libro Pasajes y leyendas y costumbres de México, cuenta del presidente, general Juan Álvarez, antiguo insurgente, que «...hizo su peregrinación oficial a la Villa de Guadalupe», y repite la misma frase hablando del general Ignacio Comonfort, también presidente de México.
- Ya en 1828, el Congreso estableció como fiesta nacional el 12 de diciembre, día de la Virgen de Guadalupe.[73] El gobierno liberal del presidente Benito Juárez, al trasladarse a Veracruz y establecer el calendario de fiestas obligatorias, expidió el 11 de agosto de 1859 un decreto por el cual se declaró día festivo el 12 de diciembre,[13][73] y Sebastián Lerdo de Tejada, Ministro de Justicia, Relaciones y Gobernación, comentó este hecho llamando «intocable» a la fecha guadalupana.[74] En 1856, como miembro del gobierno de reforma del presidente Ignacio Comonfort y mediante la llamada «Ley Juárez», Benito Juárez había acabado con los privilegios de la Iglesia, y mediante la «Ley Lerdo» se justificó la expropiación de su patrimonio, pero sin tocar el Santuario de la Virgen de Guadalupe, política también seguida por los presidentes posteriores, más allá de su abierta posición anticlerical.[73]
- Valentín Gómez Farías encabeza una moción para «entronizar en el Congreso Nacional a Nuestra Santísima Madre de Guadalupe».

### Segundo Imperio de México
Maximiliano I crea la Orden de Guadalupe una de las órdenes imperiales de México (originalmente Orden Nacional de Nuestra Señora de Guadalupe), conocida oficialmente en el imperio como Orden Imperial de Nuestra Señora de Guadalupe.

### SigloXX
- Manuel Garibi Tortoler cuenta que cuando se dio la orden de expulsar de México al general Plutarco Elías Calles (presidente de la República y fundador del Banco de México), los comisionados para ejecutar la orden lo sorprendieron durmiendo; en la mesa de noche, junto a su lecho, encontraron una imagen de la Virgen de Guadalupe y una lámpara encendida ante ella.
- El entonces presidente de México Adolfo López Mateos (1958-1964) fue cuestionado en una gira por Venezuela por una periodista quien le preguntó si la imagen de la Virgen de Guadalupe iba a formar parte del intercambio cultural México-Venezuela y la respuesta del presidente mexicano fue: «La imagen de la Virgen de Guadalupe no está sujeta a intercambio alguno, la imagen pertenece al pueblo creyente de México»; en rueda de prensa en Río de Janeiro, afirmó: «La imagen de la Virgen de Guadalupe no es considerada una obra pictórica porque las manos que la pintaron no son de este mundo..., es sin duda la más valiosa reliquia del género religioso que existe en México».
- En el año 2000, el entonces presidente electo Vicente Fox Quesada al conocer el resultado de las elecciones levantó un estandarte de la Virgen de Guadalupe, así mismo visitó la Basílica de Guadalupe en los días posteriores, hecho que molestó a no creyentes y a grupos masónicos, además de violar la ley al participar en actividades religiosas como representante del Ejecutivo.

## Canonización de Juan Diego Cuauhtlatoatzin
Después de que Juan Diego fuera beatificado el 6 de mayo de 1990, en la Basílica de Guadalupe (México), en 1998, la Congregación para las Causas de los Santos decidió crear una comisión histórica para investigar la existencia histórica de Juan Diego Cuauhtlatoatzin. Esta comisión encontró en la tradición oral indígena, decisiva en cualquier estudio de los pueblos mexicanos, y en algunos documentos como el llamado Códice Escalada, fundamentos suficientes para afirmar la historicidad del indígena.
El 31 de julio de 2002 el papa Juan Pablo II canonizó a Juan Diego en la basílica de Guadalupe durante uno de sus viajes apostólicos a Ciudad de México.
|                                                                               |
| Imagen de la Virgen de Guadalupe en la catedral de Notre Dame, París, Francia |

|                                                                     |
| Escultura de San Juan Diego con la imagen de la virgen de Guadalupe |

## Estudios de la imagen

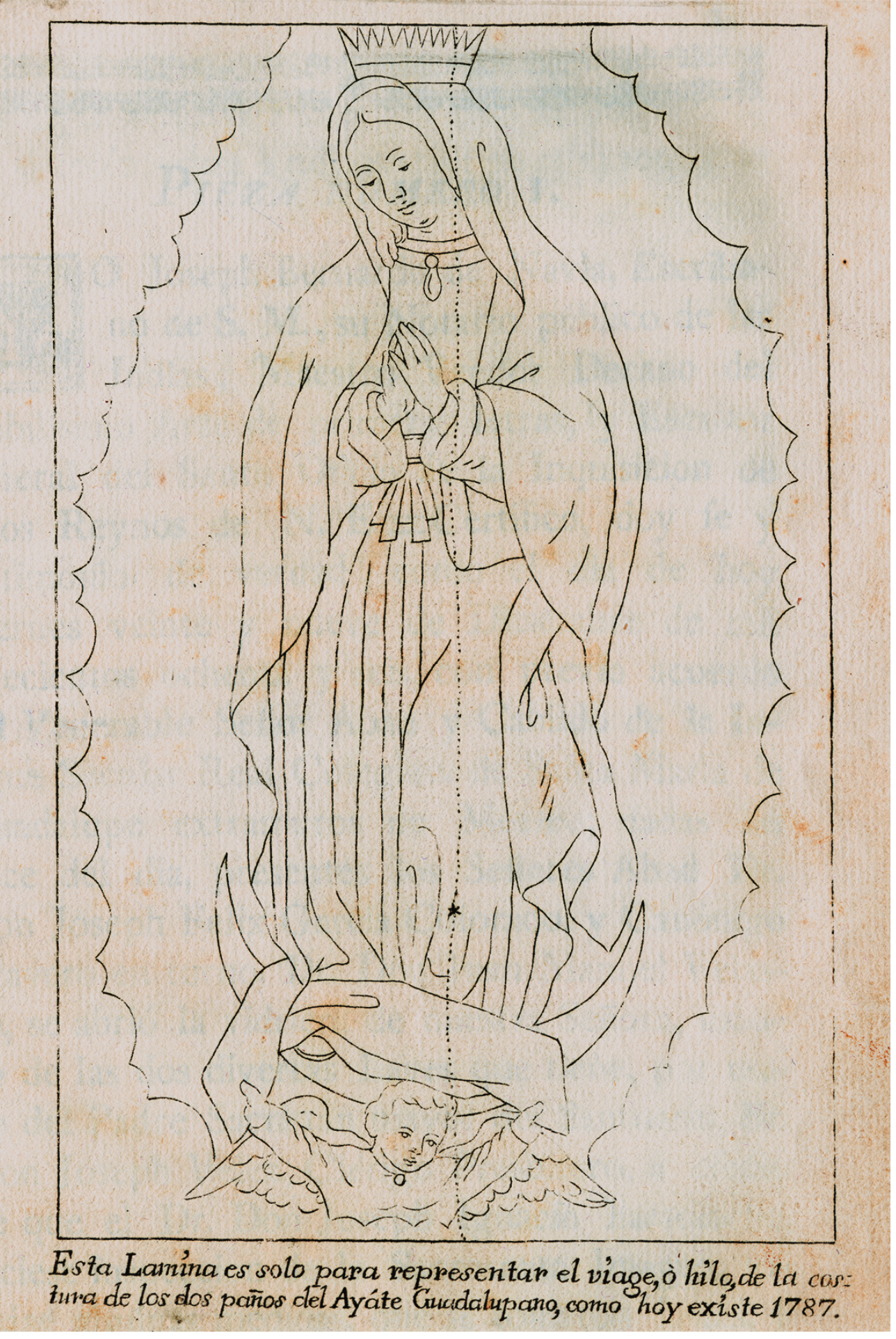
Dibujo que muestra uno de los primeros análisis guadalupanos en el que se estudia como es que se pudo plasmar la imagen de la virgen María cuando el ayate estaba partido a la mitad y unido con un hilo.

Véase también: Anexo:Estudios sobre la tilma de Juan Diego.
Múltiples estudios sobre la Tilma de Juan Diego, han sido realizados a través de los siglos, tanto de la tela, como de las tintas o colorantes, el procedimiento de impresión, las imágenes en los ojos de la Virgen y del obispo Zumárraga, las estrellas y sus constelaciones, la temperatura, latidos, dimensión áurea, por diferentes métodos científicos desde fotografía con rayos infrarrojos hasta al tecnología de ampliación y transmisión de imágenes digitales satelitales.
Unas de ellas son las que realizó en 1751, el pintor Miguel Cabrera, Joseph de Alcíbar y José de Ibarra, como parte de una comisión de 7 pintores, comprobaron e informaron en “Maravilla Americana” que en la Imagen no es una pintura: no hay rastros de pintura ni pinceladas de ningún tipo, por delante ni por detrás. La imagen no podía explicarse como humanamente hecha. En 1979 los norteamericanos Philip Callahan y Jody Brant Smith, asociados a un centro católico de estudios marianos, fotografiaron la imagen con cámara infrarroja y no encontraron explicación científica para la hechura del manto, túnica, manos y rostro de la Virgen.
En 1929 el fotógrafo Alfonso Marcué González identificó la imagen de un hombre reflejada en el ojo derecho, por ello profundizaron el análisis en los ojos y en 1951 José Carlos Salinas Chávez, descubrió un busto humano también en el ojo izquierdo; en 1956 el Dr. Javier Torroella-Bueno vio la curvatura del ojo al igual que en sus pacientes. Ese mismo año el Dr. Lavoignet, encontró el efecto Purkinge-Samson. En 1974 el Dr. Graue reportó que ve el fondo del ojo "como en sus pacientes vivos". José Aste Tonsmann en 1979 culminó años de trabajo donde descubrió 13 imágenes en los ojos de la Virgen y a Juan Diego como reflejo en el ojo de una de las imágenes.
En 1982, el restaurador de arte José Sol Rosales examinó la imagen con estereomicroscopía e identificó sulfato de calcio, hollín de pino, en colores blanco y azul, tierras verdes (suciedad), redes hechas de carmín y otros pigmentos, y también oro. Rosales encontró en el trabajo materiales y métodos coincidentes con los de un trabajo humano del siglo XVI. Norberto Rivera Carrera, arzobispo de México, comisionó un estudio en 1999 acerca de la factura del ayate, Leoncio Garza Valdés, un pediatra y microbiólogo que había trabajado previamente en el Sudario de Turín, reclamó una inspección de fotografías de la imagen en las que el descubrió tres imágenes superpuestas en la tilma. La primera imagen sería la Virgen de Guadalupe de Extremadura, España con las iniciales M.A., en la segunda pintura la misma Virgen de Extremadura pero con rasgos indígenas y en la tercera la Virgen de Guadalupe del Tepeyac que conocemos hoy día. Sin embargo no pudo citar ningún otro observador independiente que haya visto las mismas características.
Gilberto Aguirre, quien acompañó a Garza-Valdés en el examen de 1999, examinó las mismas fotografías e indicó que, si bien estaba de acuerdo en que la pintura había sido extensamente forzada, se oponía a las conclusiones de Garza Valdés y sostuvo que las condiciones de realización del estudio fueron inadecuadas. La inexistencia de fotografías que comprueben la tesis de Garza Valdés, y el hecho de que esas tres imágenes sobrepuestas implicarían anacronismos históricos, ha desacreditado en medios investigativos las conclusiones de Garza Valdés. Al respecto él dijo a un periódico de San Antonio, Texas en el año 2002 lo siguiente:

El Dr. Garza-Valdés y yo tenemos las mismas imágenes, pero nuestras conclusiones son totalmente diferentes. No encuentro a nadie que esté de acuerdo con el Dr. Garza-Valdés.... En segundo lugar, afirma que el no sólo ve las otras dos pinturas, sino a un bebé desnudo de Jesús en los brazos de la Virgen, así como las iniciales M.A. y la fecha de 1556. Yo he estudiado estas fotos, pero no veo estas cosas.

### Tela
En 1946 el Instituto de Biología de la Universidad Nacional de México comprobó que las fibras procedían de un agave, es decir, un maguey. De acuerdo con el restaurador José Sol Rosales en 1982, el análisis al microscopio de la tela en donde fue pintada la imagen y su comportamiento indican que está hecha de una mezcla de cáñamo y lino, no de fibras de agave como se creía.

## Fiesta de la Virgen de Guadalupe

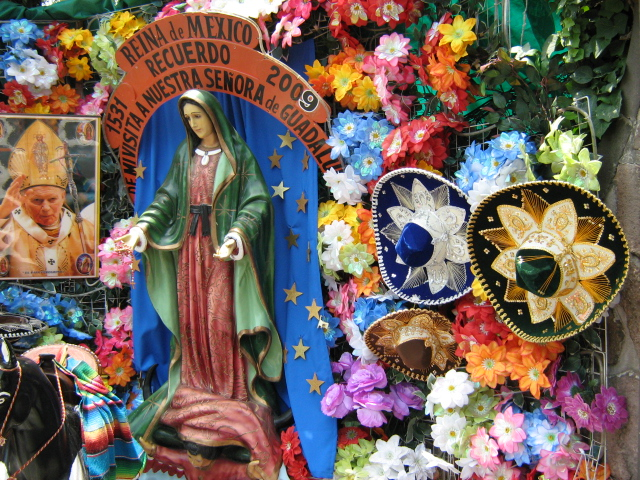
Artesanías guadalupanas.

La fiesta de la Virgen se celebra el 12 de diciembre. La noche del día anterior, las iglesias en todo lo ancho y largo del país se colman de fieles para celebrar una fiesta a la que llaman «las mañanitas a la Guadalupana» o serenata a la Virgen. El santuario de Guadalupe, ubicado en el cerro del Tepeyac en la Ciudad de México, es visitado ese día por más de 5 millones de personas.
Se tiene por costumbre que tales peregrinaciones no solo incluyan fieles y organizadores, sino danzantes llamados Matlachines, quienes lideran las procesiones hasta llegar a la basílica.
Los Diarios de Juan Bautista a mediados del siglo XVI y las Cartas de 1797 de Servando Teresa de Mier, ambos dan la fecha 8 de septiembre para una celebración dedicada al natalicio de María (madre de Jesús):
"La misma fiesta del santuario de Guadalupe que todavía celebran hoy los indios en el día 8 de septiembre... así como celebran los españoles el 12 de diciembre...".
Fue por las Informaciones jurídicas de 1666 por las cuales se pidió y consiguió una fiesta y misa propia para Nuestra Señora de Guadalupe y la traslación de la fecha de la fiesta de la Virgen de Guadalupe, del 8 de septiembre al 12 de diciembre, última fecha en que la Virgen se le apareció a Juan Diego. Debido a estas Informaciones en el año 1754, durante el pontificado de Benedicto XIV, la Congregación de Ritos confirmó el valor auténtico de las apariciones y concedió la celebración de misa y oficio propios para la fiesta de Guadalupe para el día 12 de diciembre.

## Honores papales
El 12 de octubre de 1895, la Virgen de Guadalupe fue coronada canónicamente en México. En 1910 el papa Pío X la nombró patrona de América Latina. Pío XII la llamó "Emperatriz de las Américas" en 1945.
Anualmente, la basílica de Santa María de Guadalupe tiene al menos el doble de visitantes que los santuarios marianos más conocidos, por lo que constituye un destacado fenómeno social y cultural.

## En movimientos políticos
Debido a su asociación con la justicia social, la imagen de Nuestra Señora de Guadalupe se ha utilizado como símbolo en todas las regiones para promover movimientos políticos y movilizar a las masas. Por ejemplo, la imagen se ha utilizado de manera más notable en el movimiento de Independencia de México a principios del siglo XIX, el Movimiento de Trabajadores Agrícolas Unidos en los EE. UU. en el siglo XX y en causas políticas contemporáneas como la inmigración.
En la Independencia de México, la imagen de Nuestra Señora de Guadalupe se asoció con el movimiento después de que el Padre Miguel Hidalgo reuniera y uniera a los insurgentes bajo su estandarte. De hecho, el primer presidente de la república mexicana, José Miguel Ramón Adaucto Fernández y Félix, quien estuvo muy involucrado en la guerra de Independencia de México, cambió su nombre por el de Guadalupe Victoria en señal de devoción.
En la Unión de Campesinos, su líder, César Chávez, era un católico devoto que recurrió a sus creencias religiosas para exigir mejores salarios y prácticas laborales para los trabajadores agrícolas en los EE. UU. Incorporó sus creencias religiosas en el movimiento organizando misas y oraciones antes de las reuniones, y dirigiendo una peregrinación de Delano a Sacramento en 1966 durante la Cuaresma. Al igual que en el movimiento de Independencia de México, la famosa peregrinación de 1966 que atrajo la atención nacional sobre la causa fue encabezada bajo un estandarte con la imagen de Nuestra Señora de Guadalupe.
La imagen de Nuestra Señora de Guadalupe también está presente en la discusión política contemporánea sobre inmigración. Artistas como Ester Hernández y Consuelo Jiménez Underwood incorporan o reinventan su imagen en obras de arte que comentan sobre la política de inmigración.

## En el arte

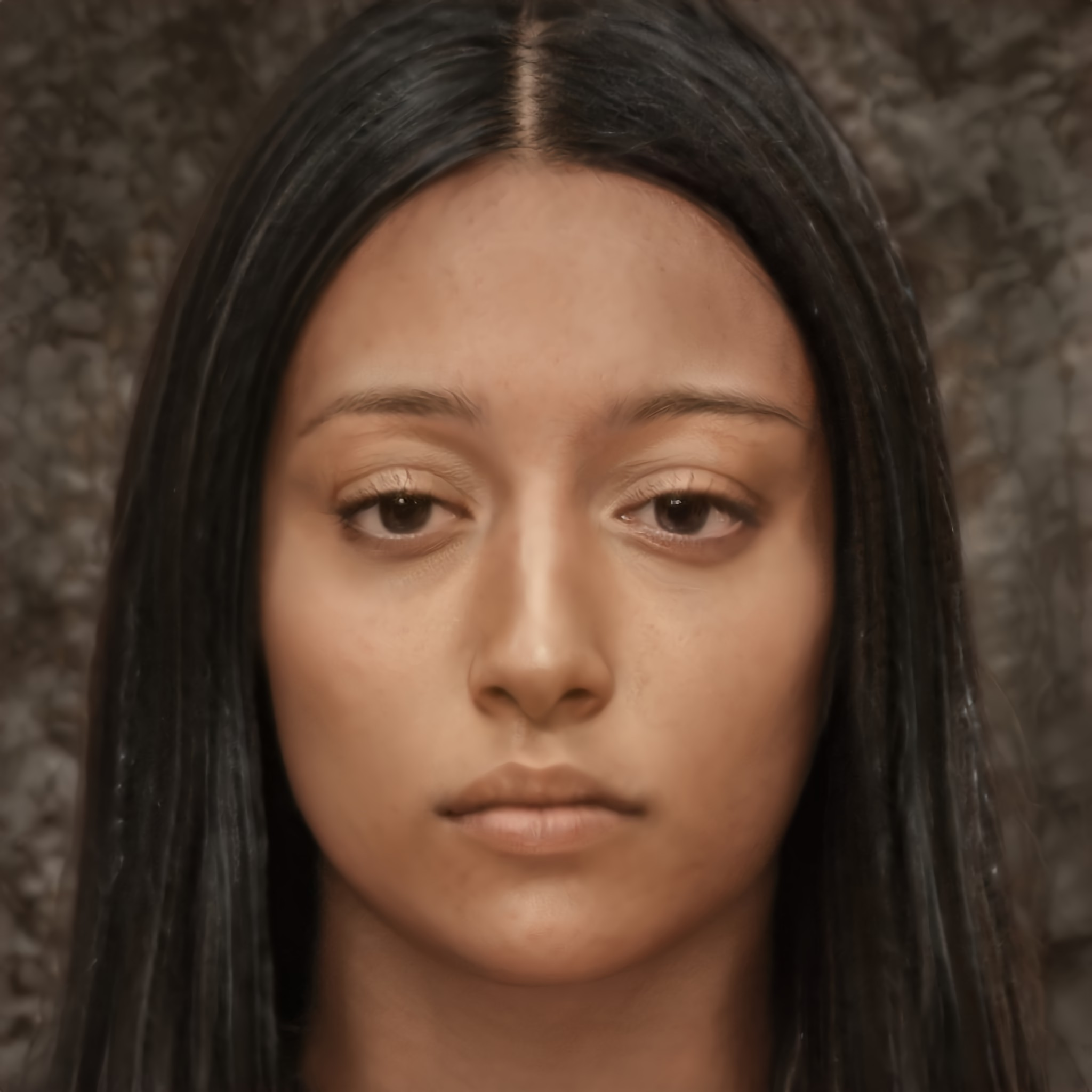
Recreación del rostro de la Virgen de Guadalupe por Miguel Ángel Omaña Rojas (2021)

En el año 2021, el artista y antropólogo, Miguel Ángel Omaña Rojas, recreó el rostro de la Virgen de Guadalupe con herramientas de inteligencia artificial y foto-edición.
Movimiento chicano
Basándose en el significado de Nuestra Señora de Guadalupe en la cultura chicana, muchos artistas chicanos veneran su imagen y reimaginan visualmente la figura religiosa dentro de un contexto feminista y contemporáneo. Más que un simple símbolo religioso, los artistas chicanos ven a Nuestra Señora de Guadalupe como un ícono feminista empoderador y una proclamación del orgullo indígena. Sin embargo, estas obras de arte no han estado exentas de controversia, ya que muchos artistas se han enfrentado a una intensa reacción de católicos conservadores o grupos tradicionalistas que ven sus obras de arte como "irrespetuosas e irreverentes". Una de las controversias más famosas fue provocada por el collage digital de Nuestra Señora de Alma López, que luego condujo a un libro titulado "Our Lady of Controversy: Alma López's Irreverent Apparition". A pesar de esto, artistas chicanos como Yolanda López, Alma López, Margarita 'Mita' Cuarón, Ester Hernández y Consuelo Jiménez Underwood, entre otras, han utilizado el retrato de Nuestra Señora de Guadalupe para explorar temas de represión, fuerza femenina y para elevar a las mujeres.

## Historia guadalupana en cine y televisión

### Cine
- 1917 - Tepeyac /El milagro del Tepeyac (México)[101]
- 1918 - La Virgen de Guadalupe (México) [cortometraje documental][102]
- 1926 - El milagro de la Guadalupana /Milagros de la Guadalupana (México)[103]
- 1931 - Alma de América (México)[104]
- 1939 - La Reina de México (México) [Mediometraje][105]
- 1942 - La virgen morena (México)[106]
- 1942 - La virgen que forjó una patria (México)[107]
- 1957 - La sonrisa de la Virgen (México)[108]
- 1959 - Las rosas del milagro (México)[109]
- 1976 - La Virgen de Guadalupe (México)[110]
- 1987 - El pueblo mexicano que camina (México) [Documental][111]
- 2006 - Guadalupe (México, España)[112]
- 2015 - Guadalupe: The Miracle and the Message /Guadalupe: El milagro y el mensaje (EUA) [mediometraje documental][113][114]
- 2020 - Nuestra Señora de Guadalupe (EUA) [Largometraje documental)
- 2024 - Guadalupe: Madre de la Humanidad

### Televisión
- 1981 - El Gran Acontecimiento. Nican Mopohua (México) [TV-Mediometraje animado][115]
- 1997 - Los enigmas de Guadalupe (México) [Documental][116]
- 2001 - Juan Diego. Messenger of Guadalupe / Juan Diego. Mensajero de Guadalupe (EUA) [Episodio de miniserie de animación][117]
- 2002 - La Virgen de Guadalupe (México) [TV-Serie][118]
- 2002 - Virgen de Guadalupe, entre la fe y la razón (México) [TV-Mediometraje][119]
- 2004 - El misterio de la Virgen de Guadalupe (México) [TV-Documental][120]
- 2008 - presente: La rosa de Guadalupe telenovela que presenta conflictos que luego son resueltos cuando un personaje le reza a la virgen y aparece una flor blanca como prueba de que la virgen escuchó el pedido y realizó el milagro.
- 2010-1531. La historia que aún no termina (México) [TV-Documental][121]
- 2012 - Historias de la Virgen Morena (México, Estados Unidos) telenovela mexicana-estadounidense.
- 2015 - Juan Diego. El indio de Guadalupe (México) [TV-Largometraje][122]

### Obras literarias dedicadas a la Virgen de Guadalupe
- Eduardo Chávez Sánchez: La Verdad de Guadalupe. Ediciones Ruz 2008 ISBN 9786077617037
- José Lucas Anaya: La milagrosa aparición de Nuestra Señora de Guadalupe de México. Estudio, edición y notas de Alejandro González Acosta. México: UNAM 1995.
- Francisco de Castro: La octava Maravilla y sin segundo milagro de México, perpetuado en las rosas de Guadalupe y escrito heroicamente en octavas (1729). Estudio, edición y notas de Alberto Pérez Amador Adam. México: Fondo de Cultura Económica 2011.
- José Antonio Villerías y Roelas: Guadalupe. En cuatro libros comprendidos en México 24 de marzo del año del Señor 1724. Transcripción, traducción castellana y notas de Ignacio Osorio Romero. México: UNAM 1991.
- Francisco Montes González (2015). Sevilla guadalupana. Arte, historia y devoción. Secretariado de Publicaciones de la Diputación de Sevilla. ISBN 978-84-7798-377-4.